# Naumburg (Saale)
Naumburg (Saale) is een plaats in de Duitse deelstaat Saksen-Anhalt. Het is de Kreisstadt van de Landkreis Burgenlandkreis. De stad telt 32.053 inwoners.

## Indeling gemeente
Naast de kernstad Naumburg behoren de volgende kernen tot de stad:

Kaart der stadsdelen van Naumburg. Flemmingen is oranje gemarkeerd.

### Stadsdelen binnen de kernstad
- Altenburg (Almrich)
- Grochlitz
- Henne
- Weinberge.

### Ortsteilebuiten de kernstad
Volgens artikel 22 van de in september 2018 van kracht geworden hoofdgemeenteverordening (Hauptsatzung, zie op de gemeentelijke website: , blzz. 11 en 12) telt de gemeente Nauburg (Saale), naast de Kernstadt, Naumburg zelf, nog 31 Ortschaften, verenigd in 10 groepen, die ieder een Ortschaftsrat hebben (hieronder van 1 t/m 10 genummerd):
- Bad Kösen (7)
- Beuditz (2)
- Boblas (1)
- Crölpa-Löbschütz (10)
- Eulau (5)

- Flemmingen (3)
- Fränkenau (7)
- Freiroda (10)
- Großjena (4)
- Großwilsdorf (4)

- Hassenhausen (7)
- Heiligenkreuz (10)
- Janisroda (9)
- Kleinheringen (7)
- Kleinjena (4)

- Kreipitzsch (10)
- Kukulau (7)
- Meyhen (2)
- Neidschütz (1)
- Neuflemmingen (3)

- Neujanisroda (9)
- Punschrau (7)
- Prießnitz (8)
- Rödigen (7)
- Roßbach (4)

- Saaleck (7)
- Schellsitz (6); ten zuiden van Eulau
- Schieben (7)
- Schulpforte (7)
- Tultewitz (7)
- Wettaburg (2)

### Bevolkingsstatistiek
Bron: gemeentelijke website. Peildatum: januari 2020.
- Naumburg-kernstad 24.458 inwoners.

Daarnaast in de 31 Ortsteile buiten de Kernstadt 8.645 inwoners, als volgt verdeeld:
- Bad Kösen, 3.621
- Beuditz, 64
- Boblas, 165
- Crölpa-Löbschütz, 140
- Eulau, 429
- Flemmingen, 452
- Fränkenau, 75
- Freiroda, 111
- Großjena, 465
- Großwilsdorf, 130
- Hassenhausen, 300
- Heiligenkreuz, 144
- Janisroda, 155
- Kleinheringen, 60
- Kleinjena, 274
- Kreipitzsch, 46
- Kukulau, 66
- Meyhen, 160
- Neidschütz, 226
- Neuflemmingen, 38
- Neujanisroda, 34
- Prießnitz, 294
- Punschrau, 169
- Rödigen, 19
- Roßbach, 248
- Saaleck, 228
- Schellsitz, 187
- Schieben, 81
- Schulpforte, 126
- Tultewitz, 52
- Wettaburg, 86

Gemeentetotaal: 33.103 personen. Tweede-woningbezitters zijn niet meegeteld.

## Geografie, infrastructuur
Naumburg ligt aan de Saale. In het noorden van de gemeente Naumburg mondt de Unstrut in de Saale uit. De Saale is bevaarbaar voor kleine schepen, in de praktijk zijn dit alleen toeristische rondvaartboten, plezierbootjes en kano's.

### Autoverkeer
Ten oosten van de stad loopt in noord-zuidrichting de Autobahn A9 van Dreieck Potsdam, even ten zuiden van Berlijn, naar München. Afrit 21a van deze Autobahn leidt te Pretzsch (Burgenlandkreis), gemeente Meineweh, naar de Bundesstraße 180. Wie over deze B180 via Stößen en Wethau in noordwestelijke richting rijdt, bereikt Naumburg (Saale) na ongeveer 15 kilometer.
Andere belangrijke verkeersaders in de gemeente zijn:
- de Bundesstraße 87, van oost naar west: Weißenfels - Wethau (gemeenschappelijk wegvak met de B180) - Naumburg - Bad Kösen en van daar zuidwestelijk naar Apolda en de stad Ilmenau;
- de Bundesstraße 88, die in zuidwestelijke richting naar Jena en van daar westwaarts eveneens naar Ilmenau loopt.

### Trein, tram en bus

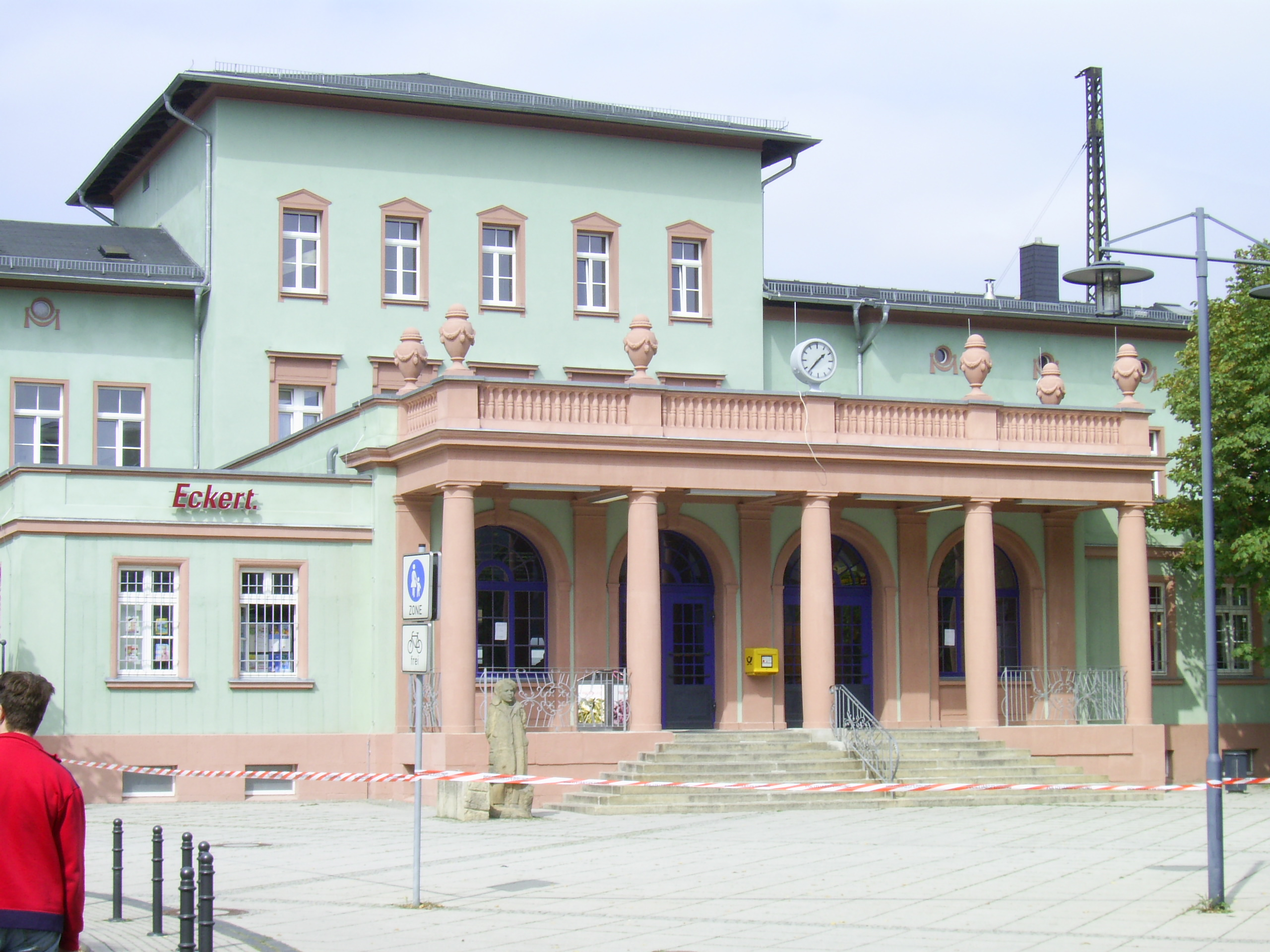
Station Naumburg (Saale) Hbf
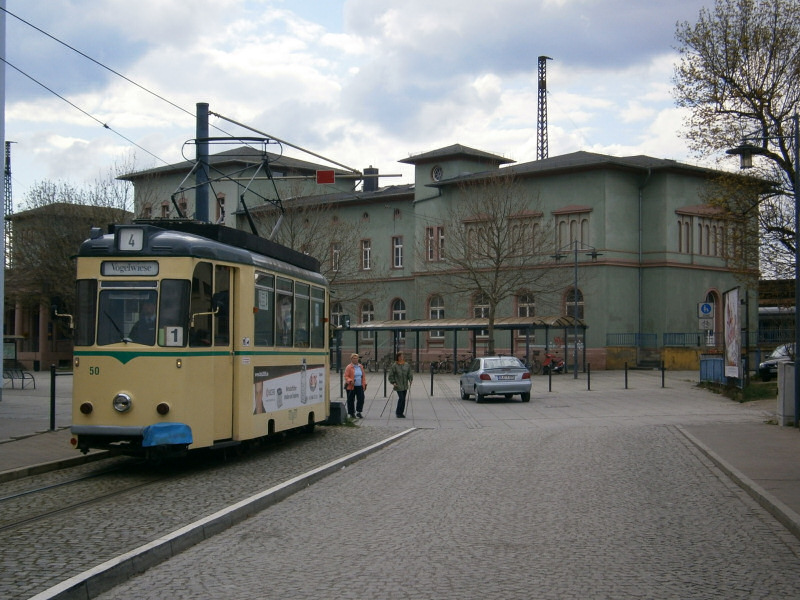
Tramrijtuig nabij dit station
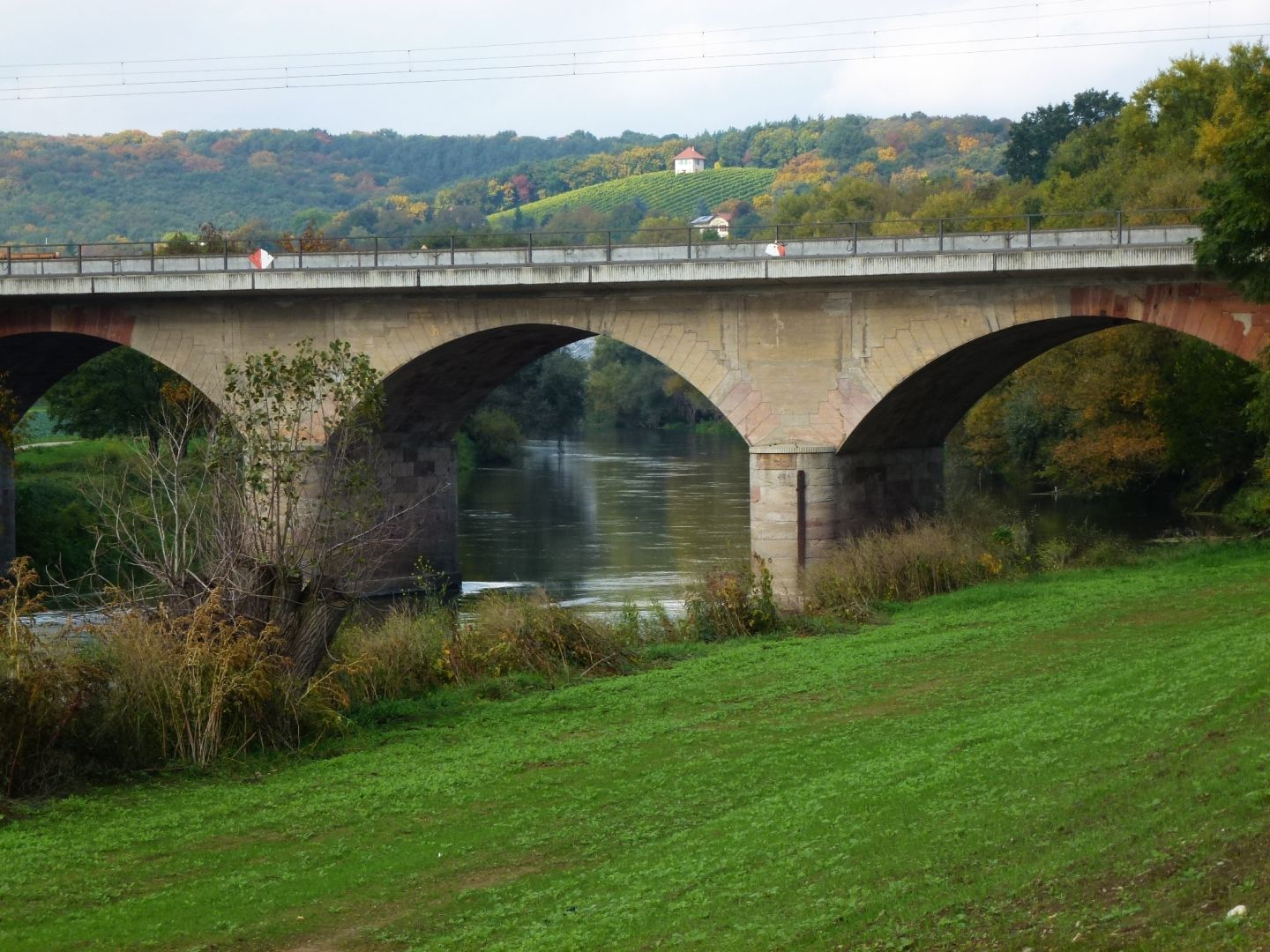
Spoorbrug over de Saale bij Naumburg
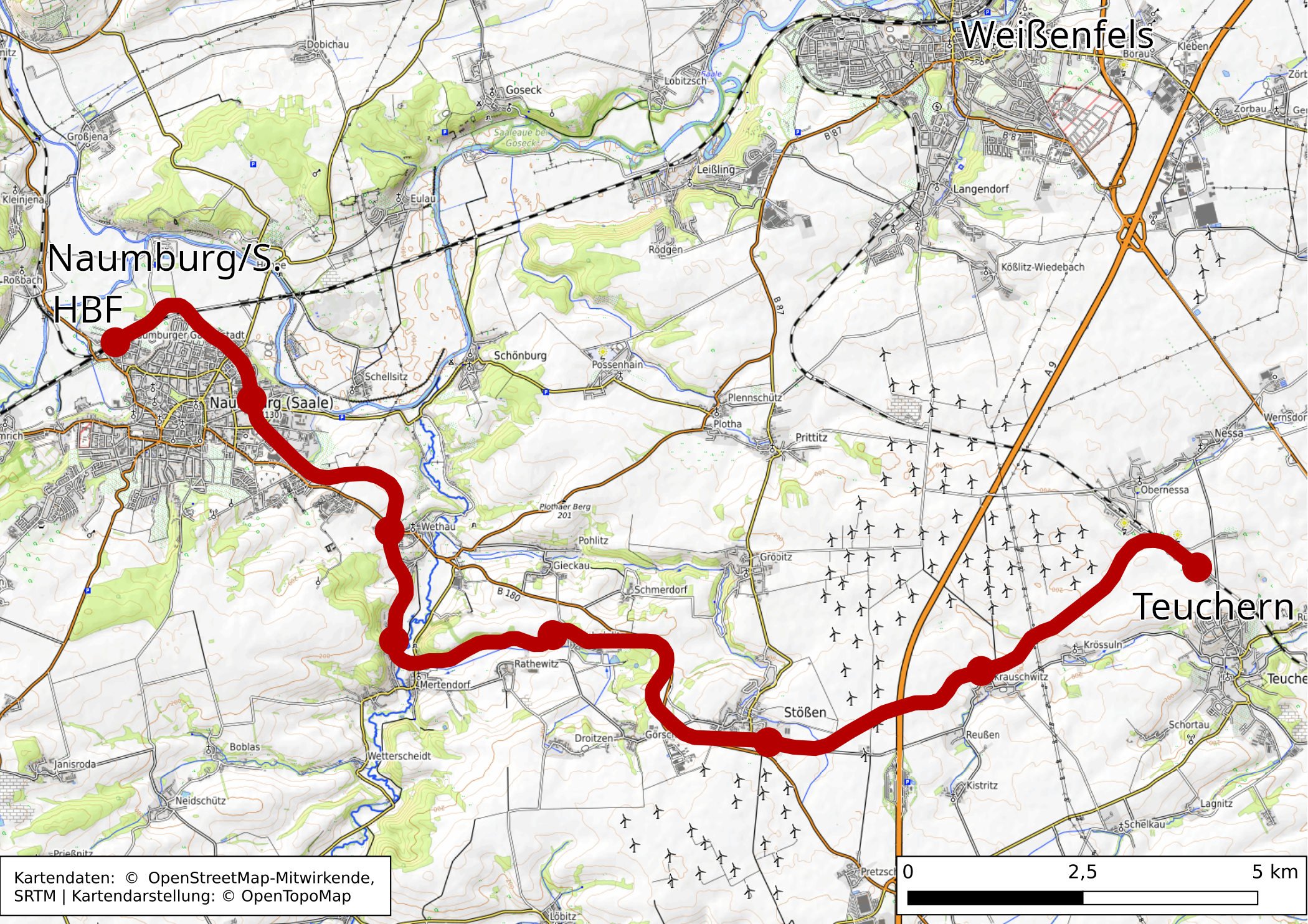
Trajectkaart spoorlijn naar Teuchern
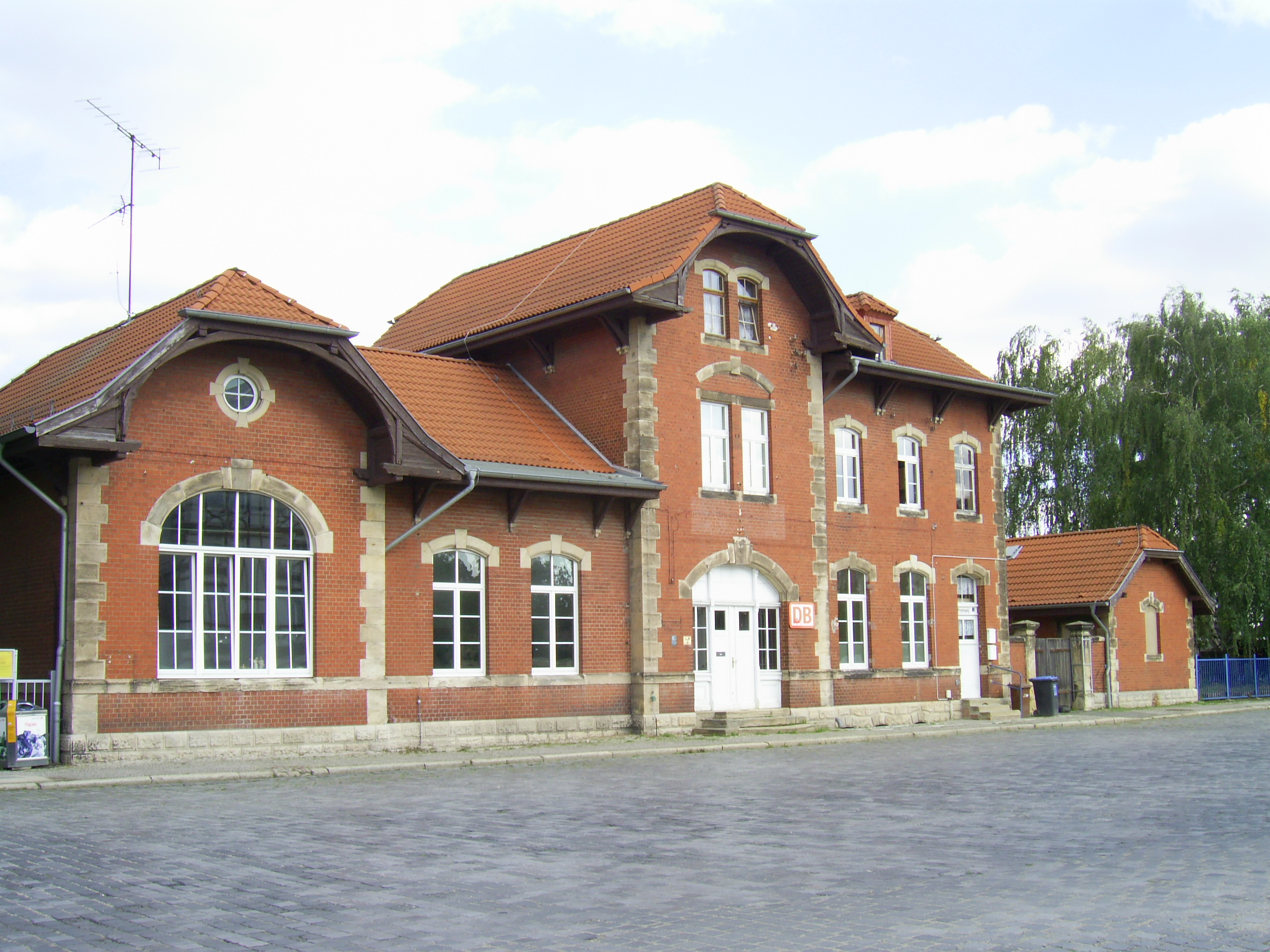
Naumburg Ostbahnhof

Zie ook: Tram van Naumburg.
Station Naumburg (Saale) Hauptbahnhof ligt, ten noordwesten van het bisschoppelijke deel van het centrum, aan de in 1846 geopende spoorlijn Halle - Bebra, circa 46 km ten zuid-zuidwesten van Halle (Saale) Hauptbahnhof. Deze spoorlijn loopt van Naumburg verder in overwegend westelijke richting langs Bad Kösen, Station Weimar, Erfurt Hauptbahnhof, Station Gotha en Station Eisenach naar Bebra. Een andere spoorlijn, die de gemeente aandoet, is 55 km lang, en loopt overwegend noordwaarts langs de Unstrut. De stoptreinen op dit lijntje rijden vanuit Naumburg (Saale) Hauptbahnhof via haltes in Roßbach en Kleinjena langs o.a. Bebra naar Artern. Een derde lijn loopt via Naumburg Ostbahnhof naar Teuchern. Sedert 2010 rijden passagierstreinen niet verder dan Naumburg (Saale) Ostbahnhof. Sindsdien staat ter discussie, wat met deze in 2010 door een streekbus vervangen treinverbinding moet gebeuren.
De stad wordt onder meer bediend door een korte tramlijn van 2,5 kilometer die een overblijfsel is van een vroegere ringlijn. De tram werd in zijn bestaan talrijke keren bedreigd maar vanaf 2007 is er opnieuw een dagelijks aanbod dat onderdeel vormt van het stedelijk openbaar vervoer.
Stadsbussen (3 lijnen) rijden overdag op werkdagen ieder half uur, daarbuiten ieder uur vanaf een halte aan het begin van de Hallesche Straße aan de oostkant van het centrum.

## Economie

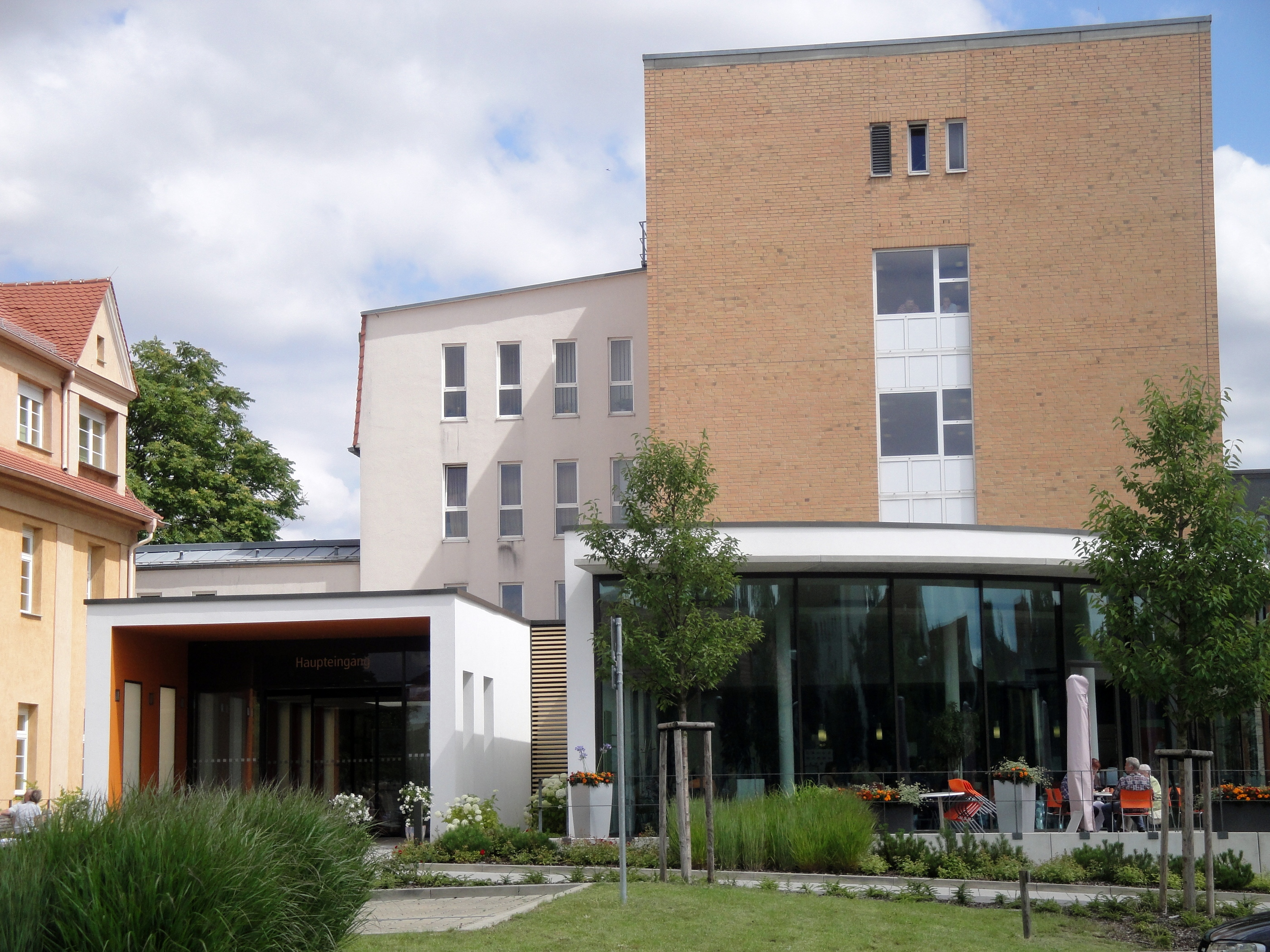
Ziekenhuis Saale-Unstrut-Klinikum

De stad ligt in een gebied met enige wijnbouw, zie: Saale-Unstrut.
Vanwege o.a. het historisch stedenschoon in Naumburg-stad en de kuurfaciliteiten in Bad Kösen is het toerisme economisch van belang voor de gemeente.
Reeds vanaf de 16e eeuw is Naumburg een regionaal centrum van talrijke rechterlijke en ambtelijke instanties; dit is tot op de huidige dag zo gebleven, en draagt in niet onbelangrijke mate bij aan de werkgelegenheid; dit geldt ook voor de gezondheidszorg (ziekenhuis, kuurkliniek Bad Kösen enz.)

## Geschiedenis

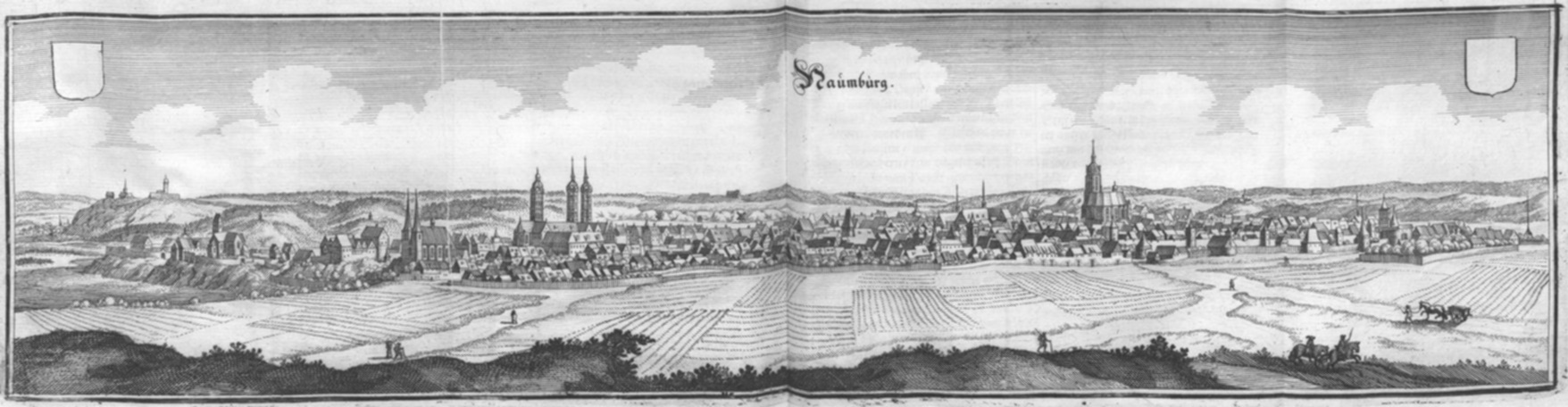
Merian-prent van Naumburg, ca. 1650
Kaart van Thüringen (1680); Het olijfgroene gebied, boven het midden is Saksen-Weißenfels.
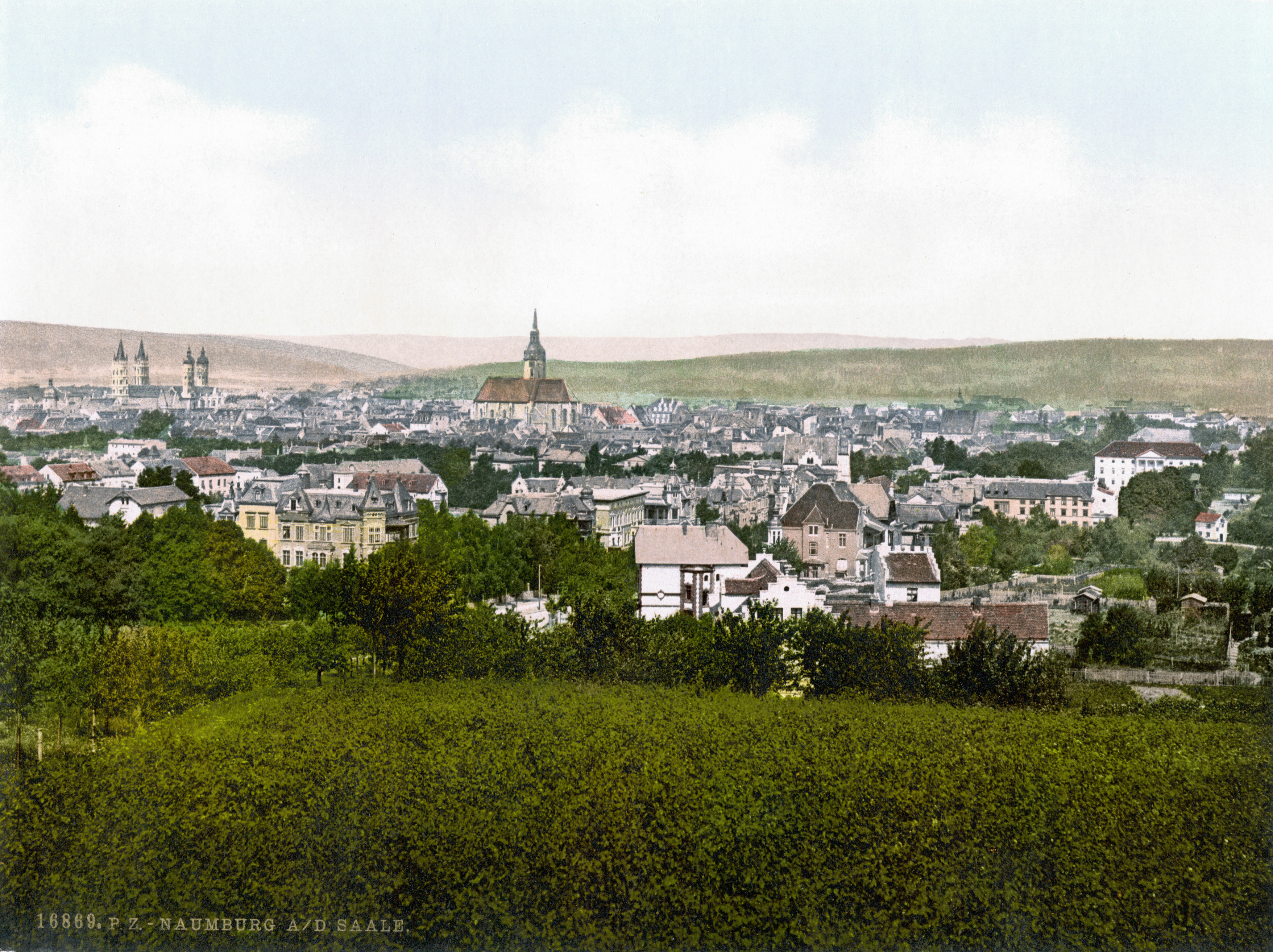
Naumburg (Saale) in 1900
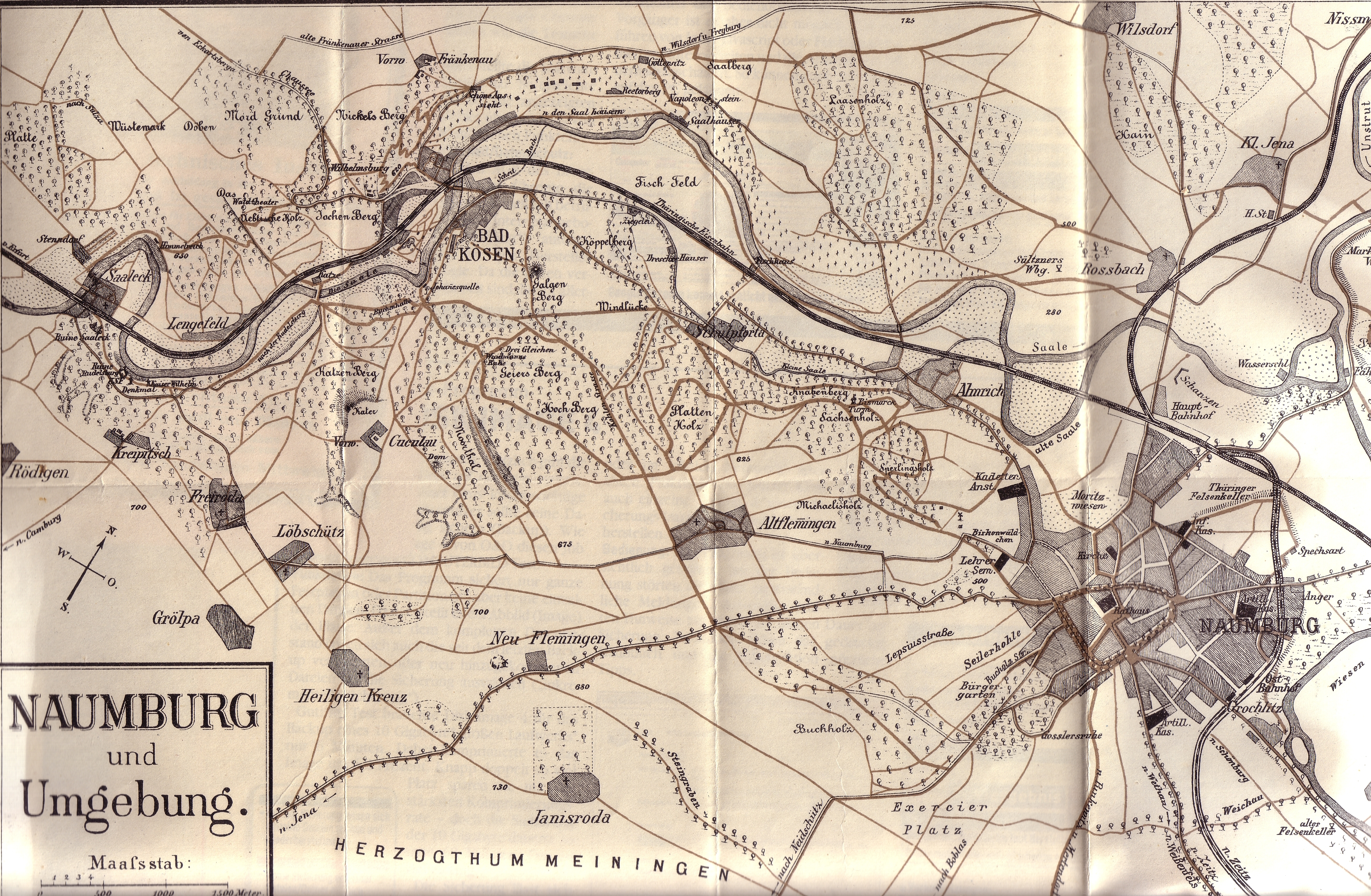
Kaart van Naumburg en Bad Kösen, 1914
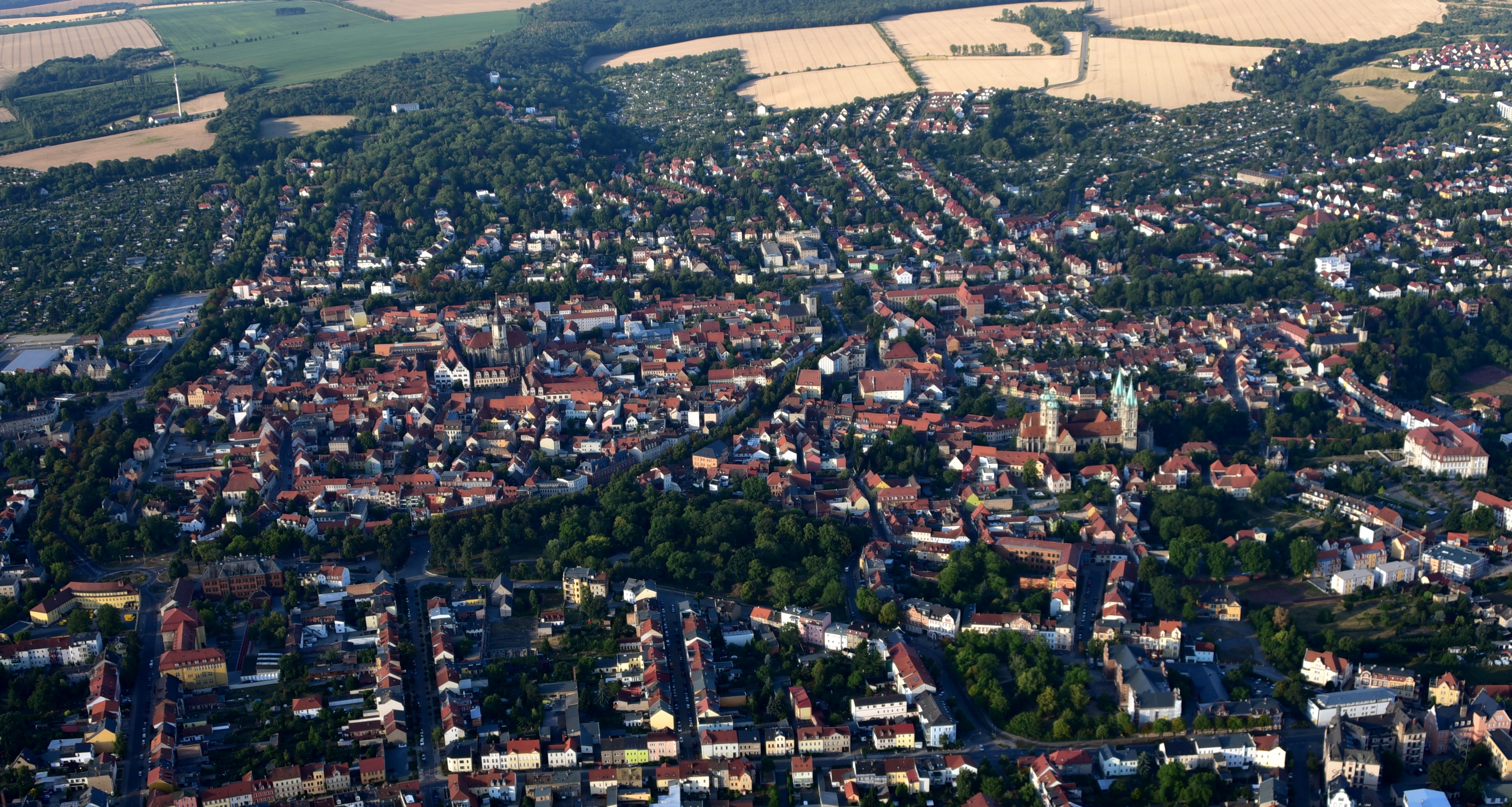
Centrum Naumburg (2018):links de Ratsstadt, wereldlijke stad, rechts de bisschopsstad met de Dom. In het midden de laan Lindenring.

De stad wordt voor het eerst vermeld in een oorkonde uit 1012. In 1028 werd de bisschopszetel uit Zeitz overgebracht naar Naumburg, en het Prinsbisdom Naumburg ontstond. Tot aan de Reformatie van de stad in 1568 bleef het bisdom in Naumburg gevestigd. Een, van een aparte ommuring voorzien, gedeelte van de stad Naumburg lag binnen dit prinsbisdom, een ander, meer oostwaarts gelegen gedeelte daarbuiten.
Naumburg, Bad Kösen en de dorpen daaromheen behoorden vanaf de 13e eeuw tot steeds wisselende Saksische vorsten- en hertogdommen, waaronder Hertogdom Saksen-Meiningen , Hertogdom Saksen-Eisenberg en Hertogdom Saksen-Weißenfels. Zelfs tot in het midden van de 20e eeuw lagen de tot de huidige gemeente behorende plaatsen in verschillende deelstaten (deels in Saksen-Anhalt, deels in Thüringen). De bestuursgeschiedenis is dan ook een voor buitenstaanders onoverzichtelijke reeks van wisselingen van landheer, die ook nog van dorp tot dorp, en in de stad Naumburg zelf, van stadsdeel tot stadsdeel verschilt. Kenmerkend is de lappendeken van territoria op bovenstaande kaart die de situatie anno 1680 weergeeft.
In de Pruisische tijd (18e eeuw) werd een kadettenschool, een militaire opleidingsinstelling , in Naumburg gevestigd. Deze is, zij het in gewijzigde vorm, tot op de huidige dag blijven bestaan.
In de periode van Adolf Hitlers Nazi-Duitsland werden diverse kazernes in Naumburg gevestigd. Tijdens de Tweede Wereldoorlog, in april 1945, werden deze, evenals het spoorwegemplacement van de stad, doelwit van luchtbombardementen door de geallieerden. Daarbij vielen in de stad honderden doden.
In 1993 werd in overleg met heraldici het stadswapen van Naumburg (Saale) veranderd. Voordien was de sleutel van Sint Pieter liggend op het zwaard afgebeeld, nadien het zwaard, liggend op de sleutel.

## Bezienswaardigheden
Zie ook onder: Kleinjena; Bad Kösen.

### Naumburger Dom
De Petrus- en Paulusdom in Naumburg, behorend tot het wereldcultuurerfgoed, is een belangrijk bouwkundig monument. Het schip van de voormalige kathedraal ontstond in de eerste helft van de dertiende eeuw in laat-romaanse stijl. Het westkoor dateert uit ca. 1250 en is opgetrokken in vroeg-gotische stijl. Het oostkoor werd in de veertiende eeuw in gotische stijl herbouwd. Wereldberoemd zijn de twaalf stichtersfiguren in het westkoor, die kort na 1250 werden vervaardigd door een anonieme beeldhouwer, genaamd de Meester van Naumburg. De levensgrote beelden uit kalksteen vertonen een voor de ontstaanstijd uitzonderlijk realisme. De twee beroemdste beelden zijn die van Uta en Ekkehard aan de noordzijde van het koor.

### Musea
In de gemeente staan verscheidene kleine musea. Eén daarvan is gewijd aan Friedrich Nietzsche, die na zijn schooltijd in Schulpforta bij Bad Kösen vooral in zijn jeugd verscheidene jaren te Naumburg woonde.
Een ander museum is gevestigd in de Mariapoort en gaat over de historische stadsommuring. Een derde museum, gevestigd in het huis Hohe Lilie, is het plaatselijke historische stadsmuseum.
Te Großjena is een aan de kunstschilder en beeldhouwer Max Klinger gewijd museum gevestigd in het huis, waar deze in 1920 overleed. Werk van zijn hand siert ook Klingers graf, daar dichtbij.
Bad Kösen bezit in het Romanische Haus een aan de poppenmaakster Käthe Kruse gewijd museum.

### Overige
Zeer bezienswaardig is ook de gotische, evangelisch-lutherse Sint-Wendelkerk in de Ratsstadt van Naumburg, gebouwd tussen 1426 en plm. 1520 en in barokstijl gerenoveerd in de 18e eeuw. In dit kerkgebouw staat een beroemd, barok kerkorgel, waarvan de oplevering in september 1746 plaatsvond na inspectie ter plaatse en goedkeuring door Johann Sebastian Bach en collega-orgelbouwer Gottfried Silbermann.
In het centrum van de oude dubbelstad Naumburg staan nog verscheidene andere monumentale gebouwen, waaronder nog enige kerkgebouwen, het stadhuis, het Amtsgericht in het voormalige Residenzhaus en diverse oude huizen.
Van de oude stadsommuring zijn een monumentale poort met toren (Marientor), alsmede enige stukken stadsmuur bewaard gebleven. De voormalige scheidsmuur tussen de bisschopsstad en de wereldlijk bestuurde stad (Ratsstadt) heeft plaats gemaakt voor een, van noordoost naar zuidwest lopende, met lindebomen omzoomde laan, de Lindenring.
De omgeving van de stad wordt gekenmerkt door niet zeer hoge, maar wel grillige rotsformaties, die uit kalksteen bestaan. Hier en daar kan men er van een fraai uitzicht genieten. Er zijn hier talrijke mogelijkheden voor, ook lange, wandel- of fietstochten.
Bad Kösen is een kuuroord met zouthoudende bronnen.
De Rudelsburg, in de middeleeuwen stamslot van talrijke adellijke families, die over de omliggende dorpen heersten, maar na de Dertigjarige Oorlog deels tot een ruïne vervallen, is gelegen op de grens van de plaatsen Saaleck en Kreipitzsch. Het kasteel heeft een lange en roemrijke geschiedenis, en is al sedert het eind van de 18e eeuw een geliefd doel van wandelexcursies, o.a. van studenten van de Universiteit van Jena.
De vruchtbare, met een laag löss bedekte, akkers aan de voet van deze rotsen en in de talrijke beekdalen, lenen zich, mede door het relatief milde klimaat, voor wijnbouw. Enkele châteaux, in het Duits Weingüter geheten, organiseren proeverijen en wijnexcursies. Zie ook: Saale-Unstrut.

## Sport
In Naumburg naar verhouding veel beoefende takken van sport zijn, naast voetbal, snelwandelen en inlineskaten.

## Partnersteden
Naumburg onderhoudt jumelages met Aken en met Les Ulis, een zuidwestelijke voorstad van Parijs.

## Afbeeldingen

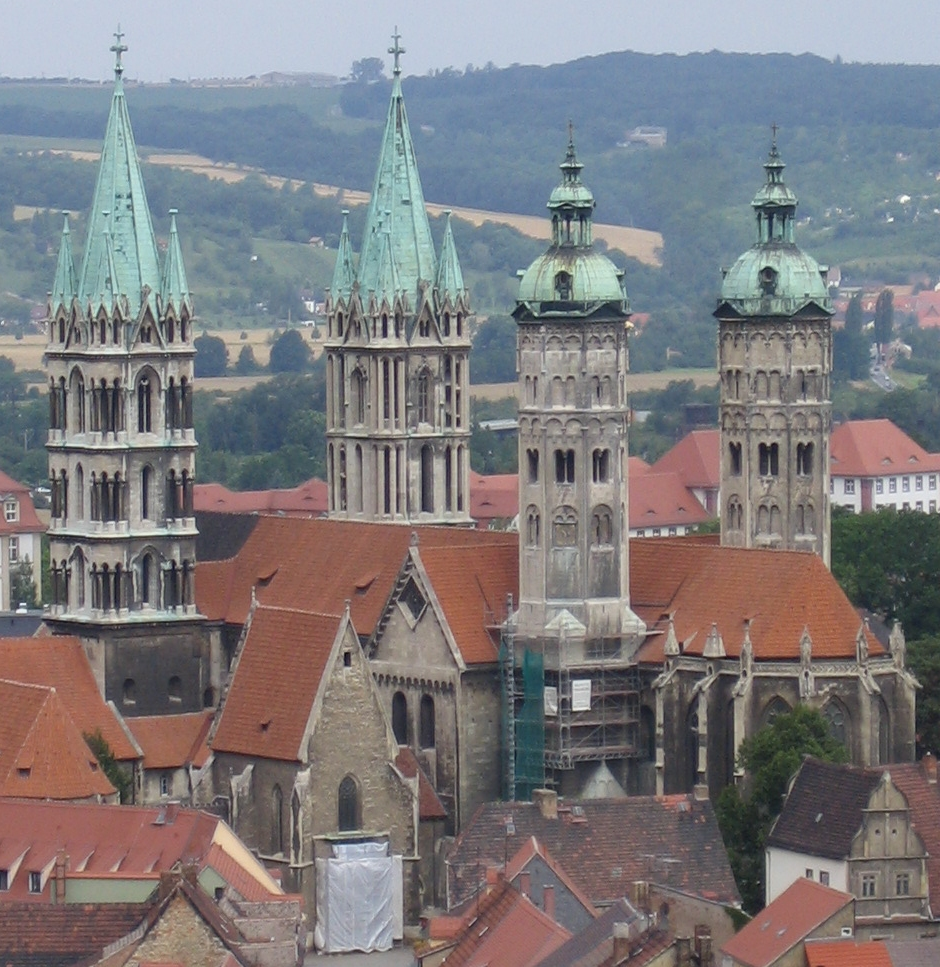
Torens van de Dom
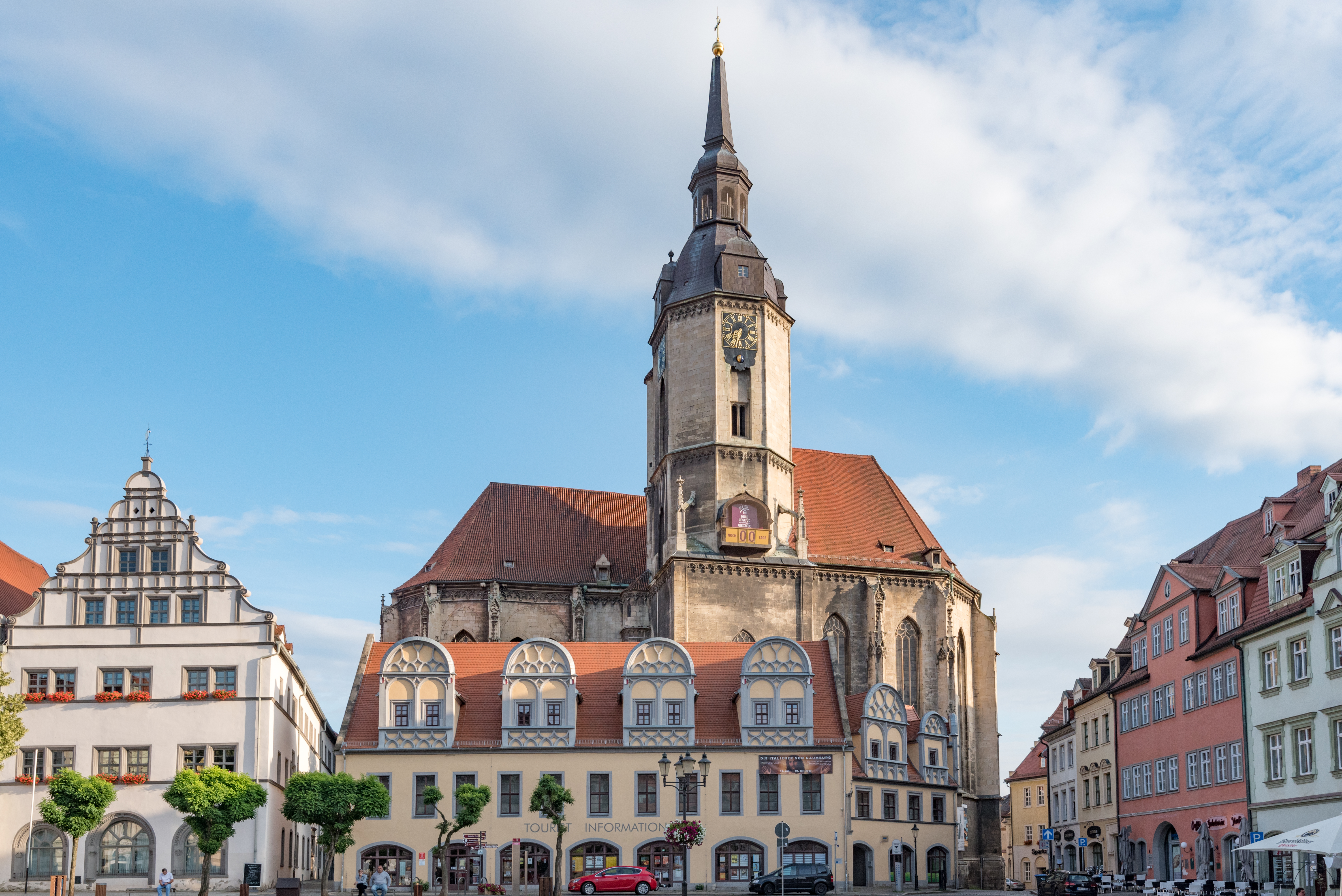
Markt met op de achtergrond de Stadtkirche St. Wenzel
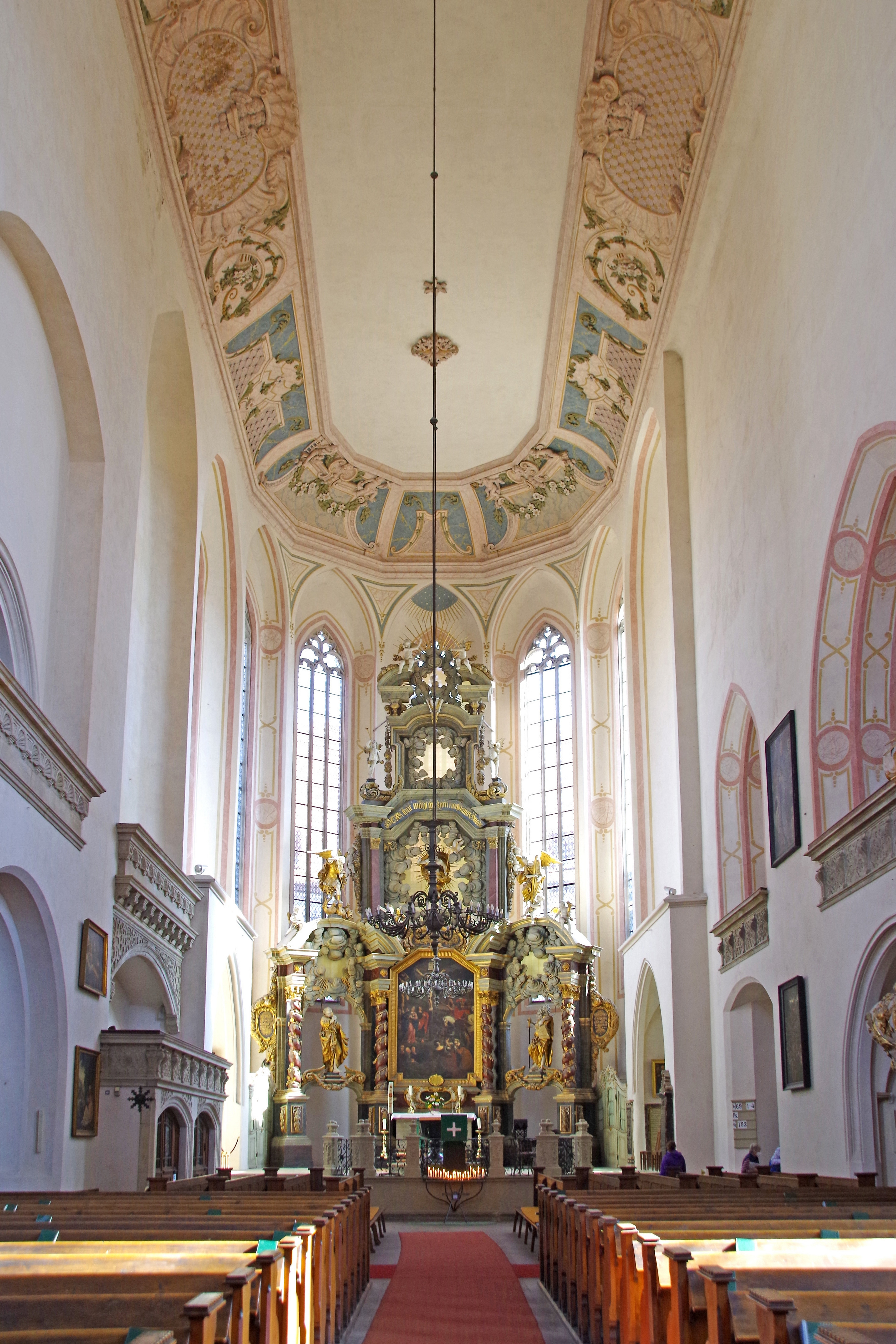
Interieur met altaar in de St.-Wenzelkerk
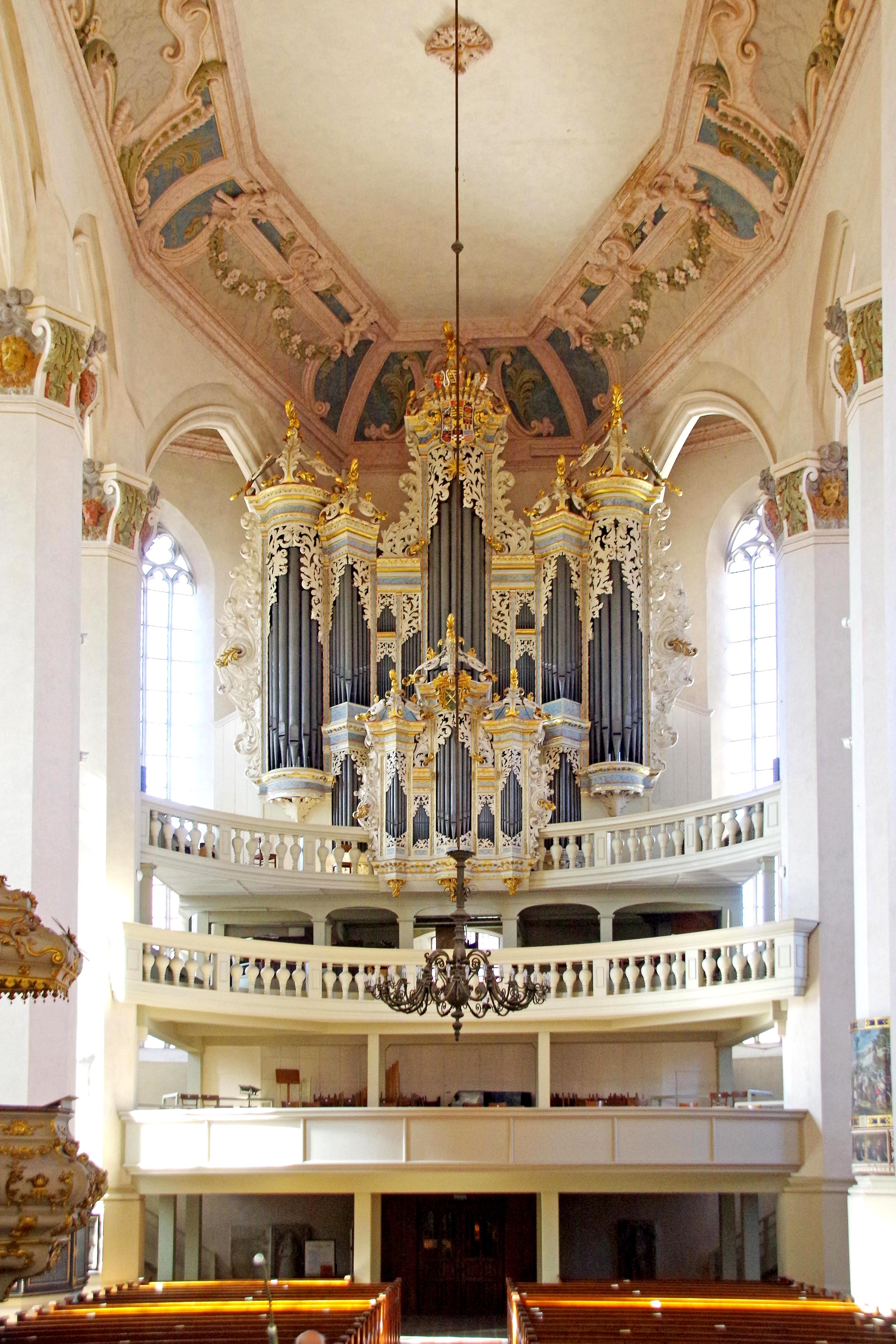
Hildebrandt-kerkorgel (2020)
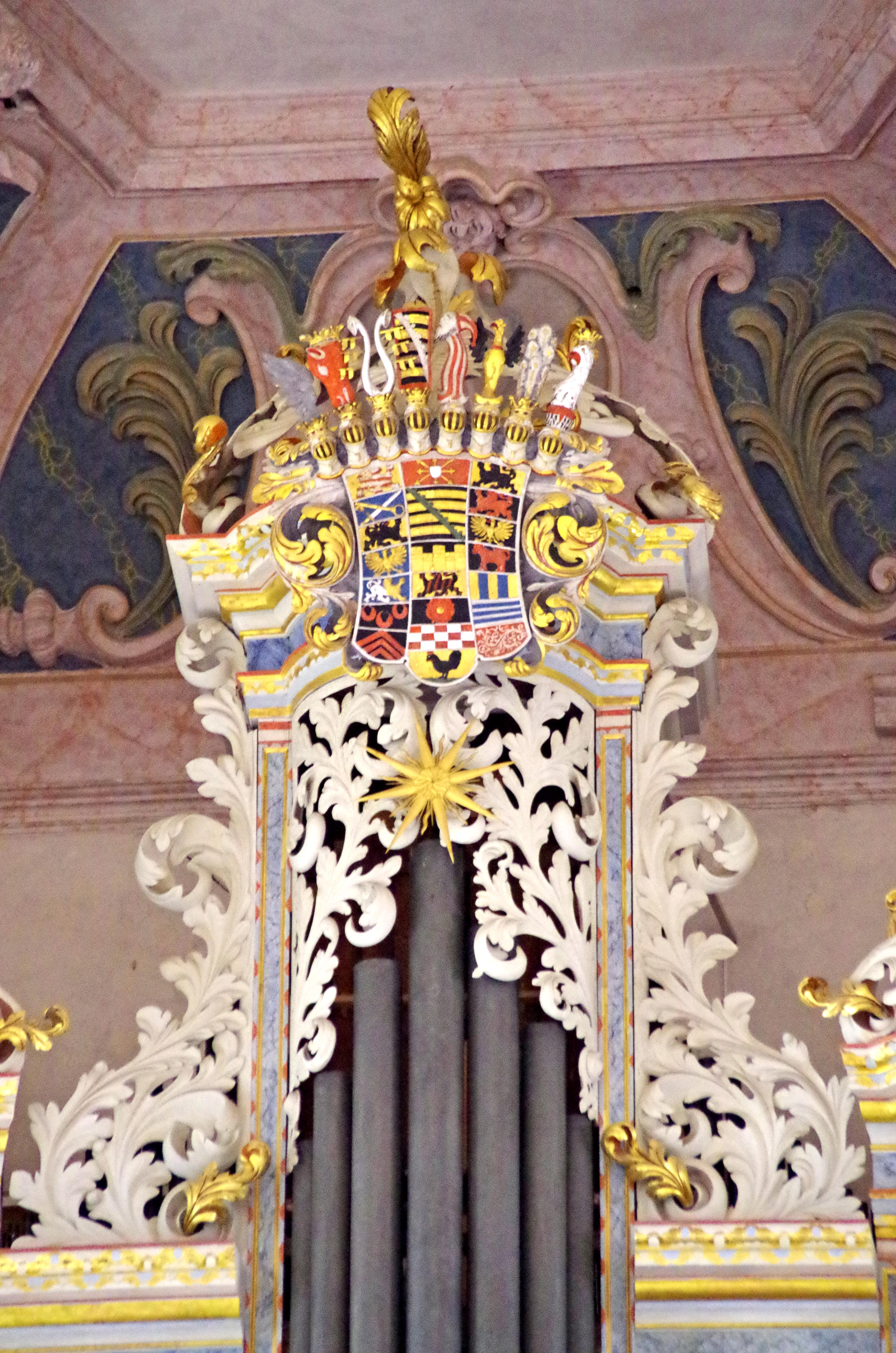
Wapen Keurvorstendom Saksen op de orgelkast
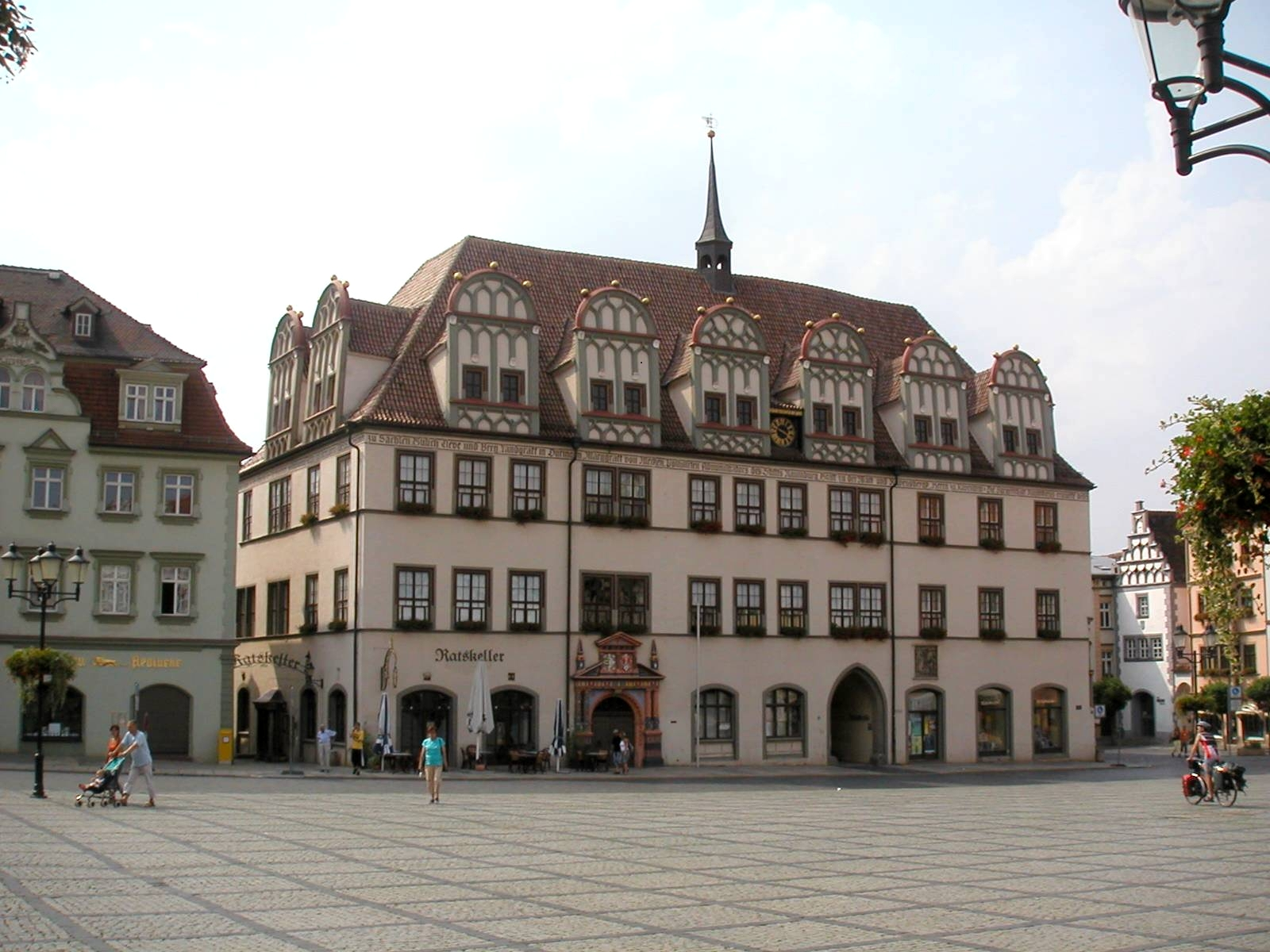
Stadhuis
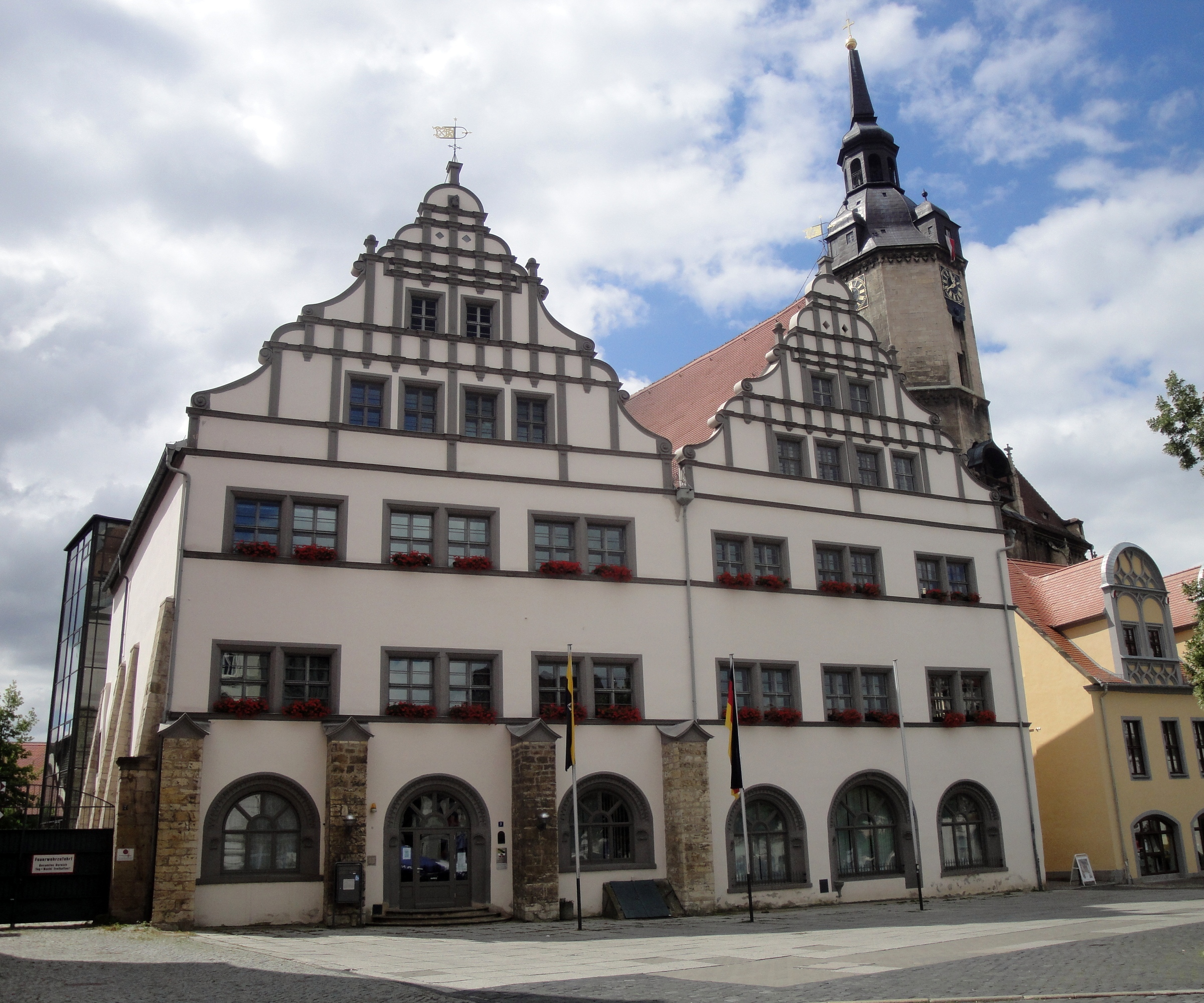
Amtsgericht in het voormalige Residenzhaus
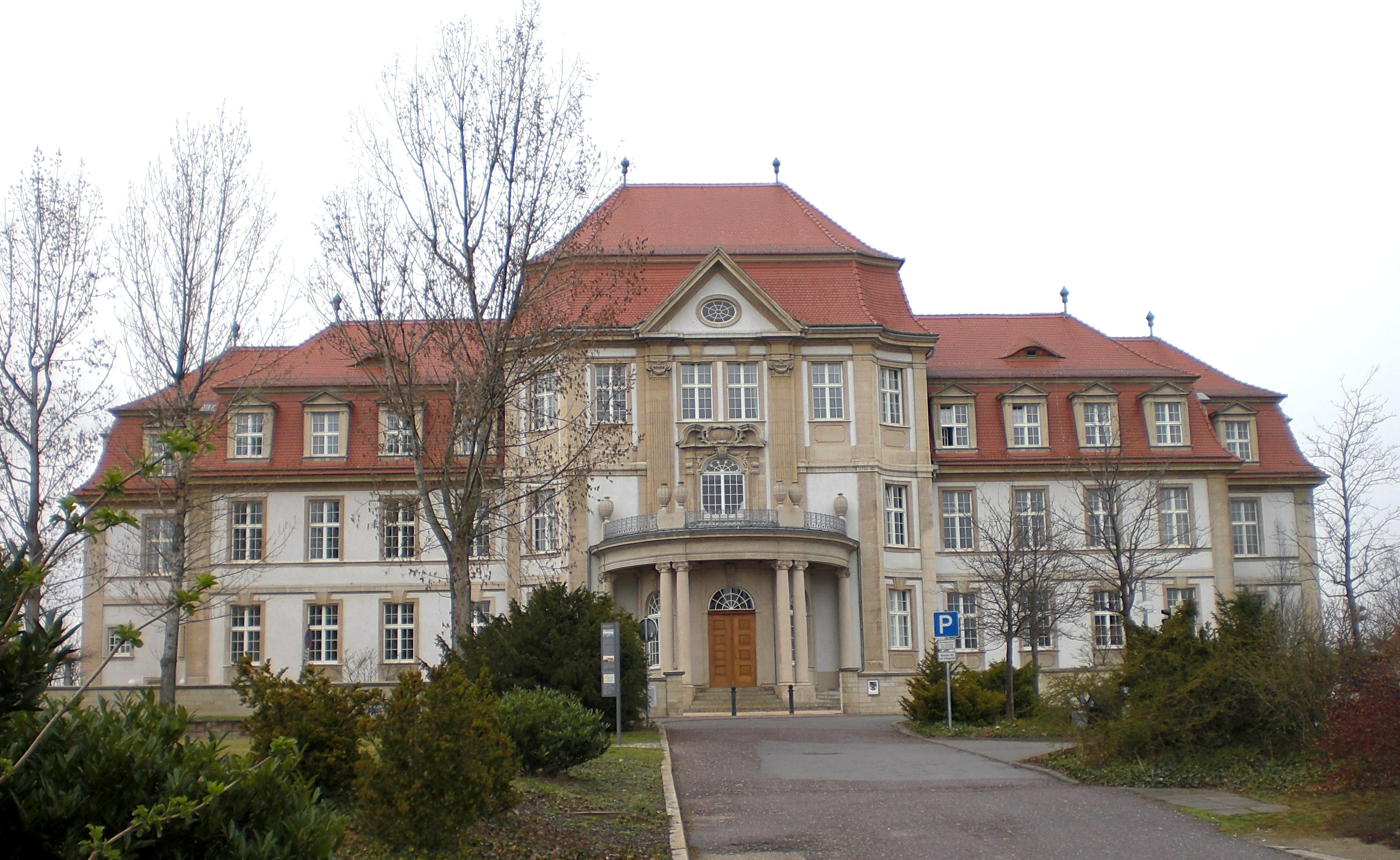
Gebouw van het Oberlandesgericht
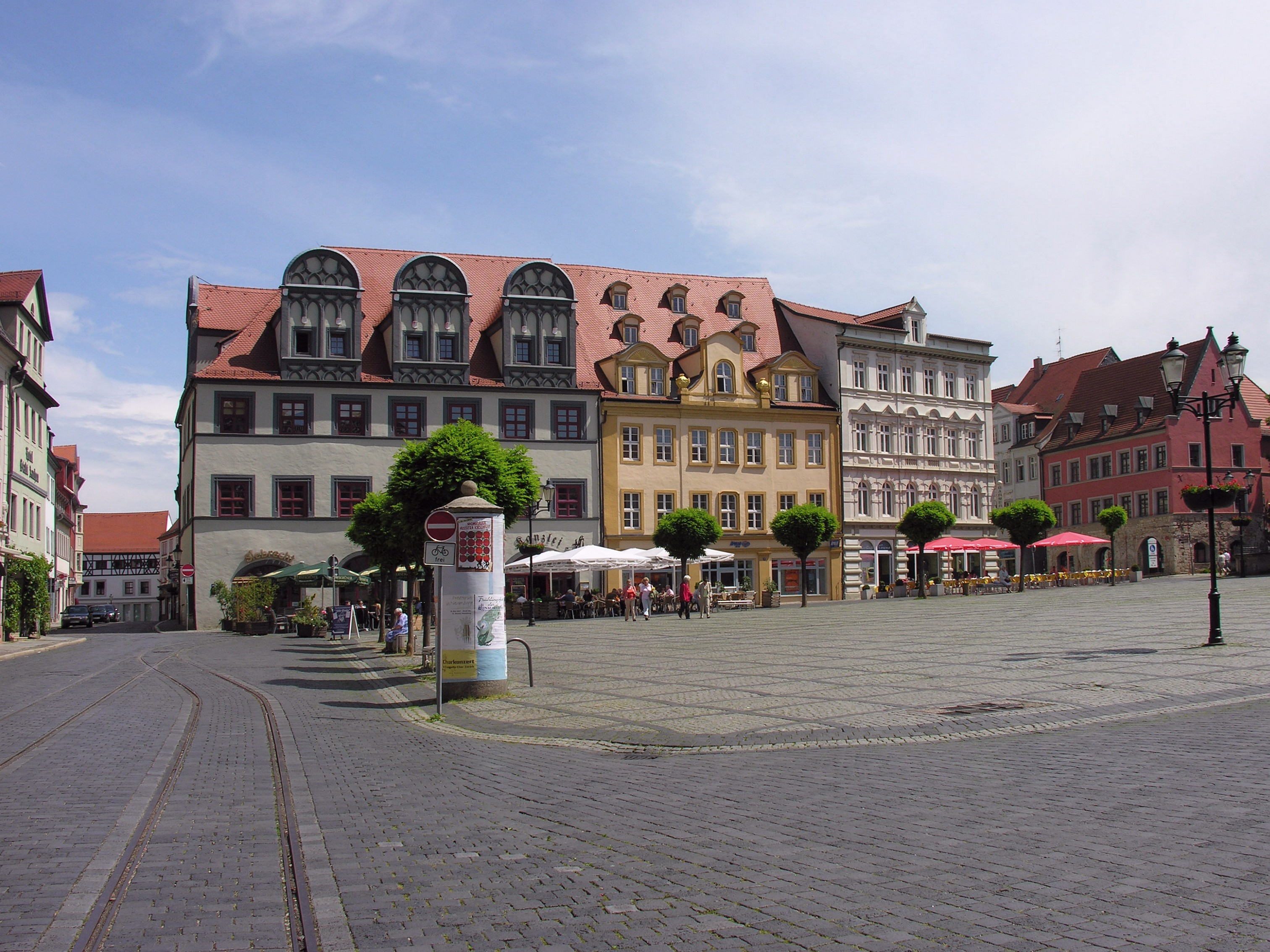
Oude huizen aan de Marktplatz
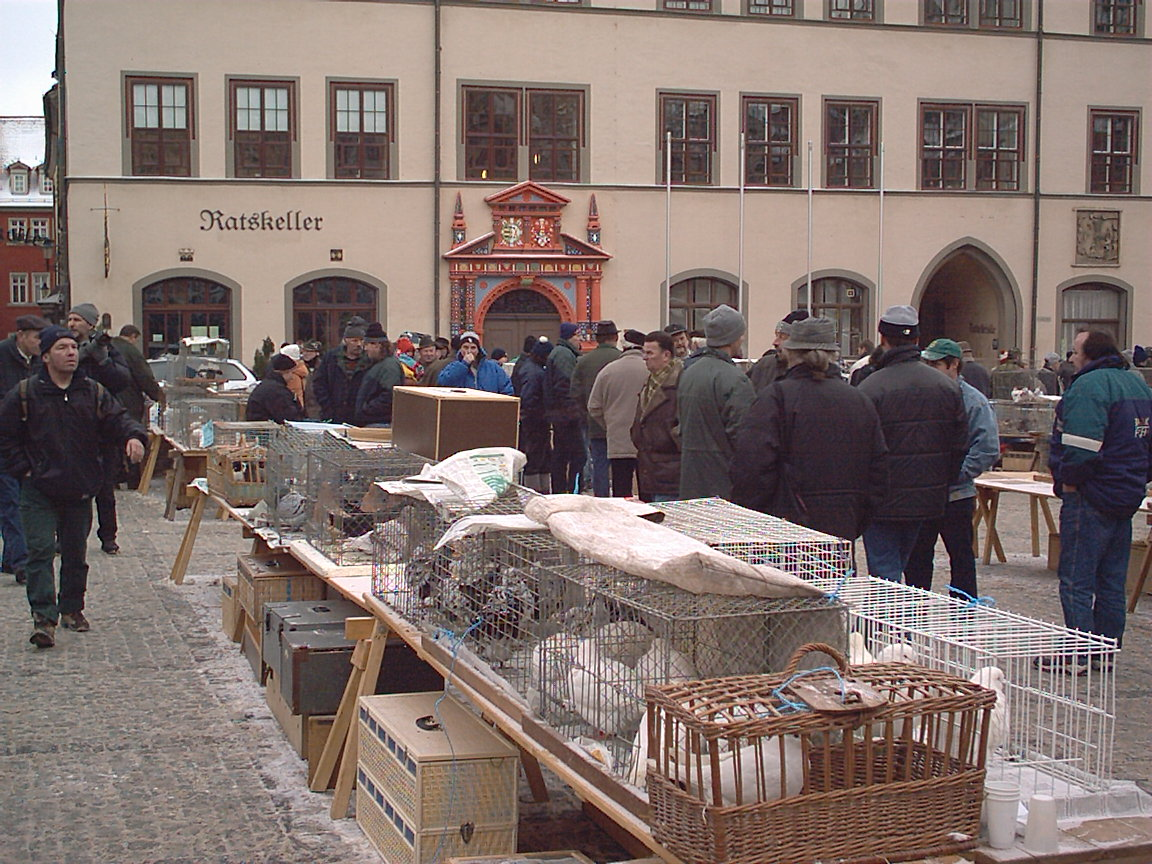
Jaarlijkse postduivenmarkt te Naumburg
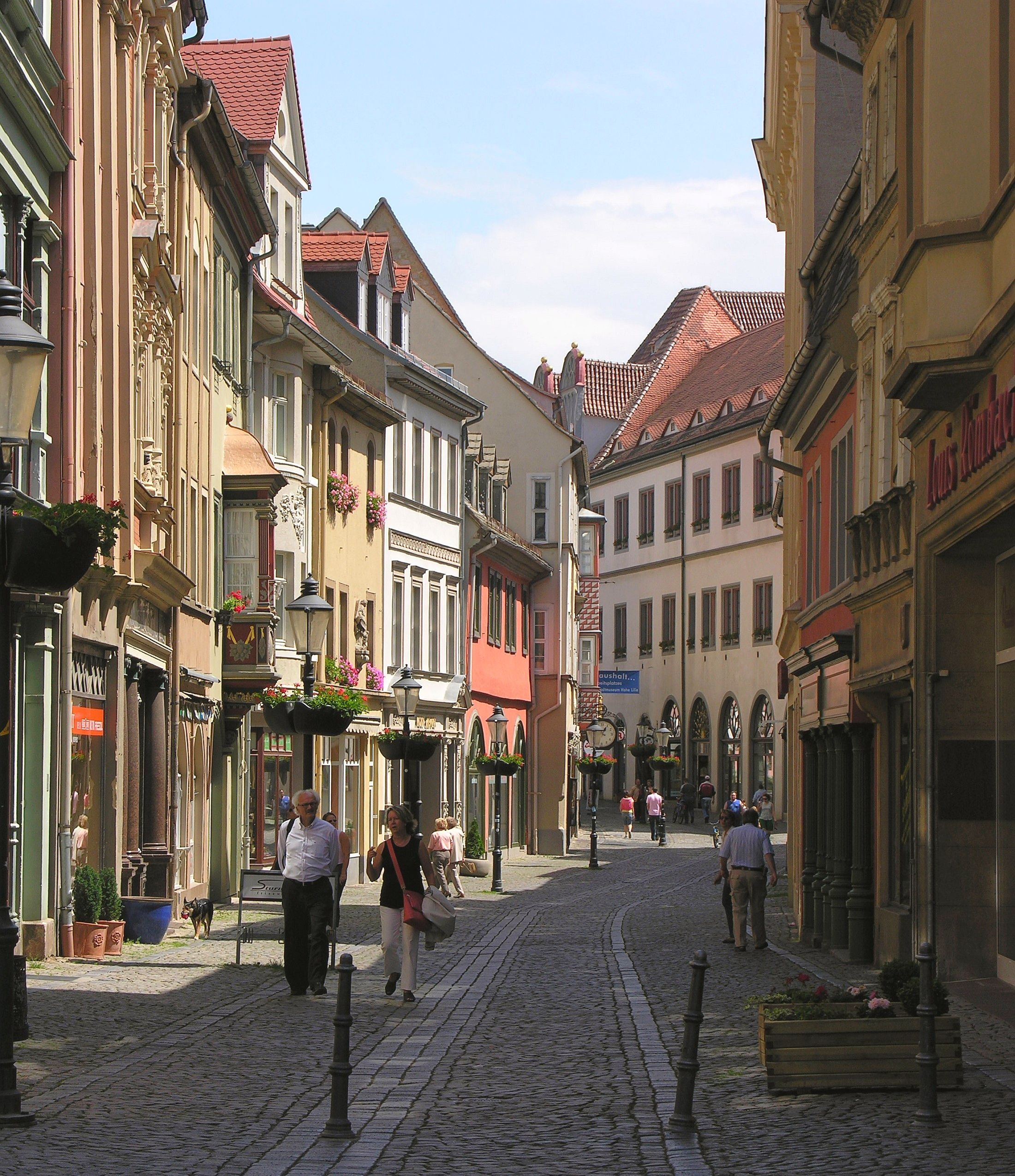
De Herrenstraße
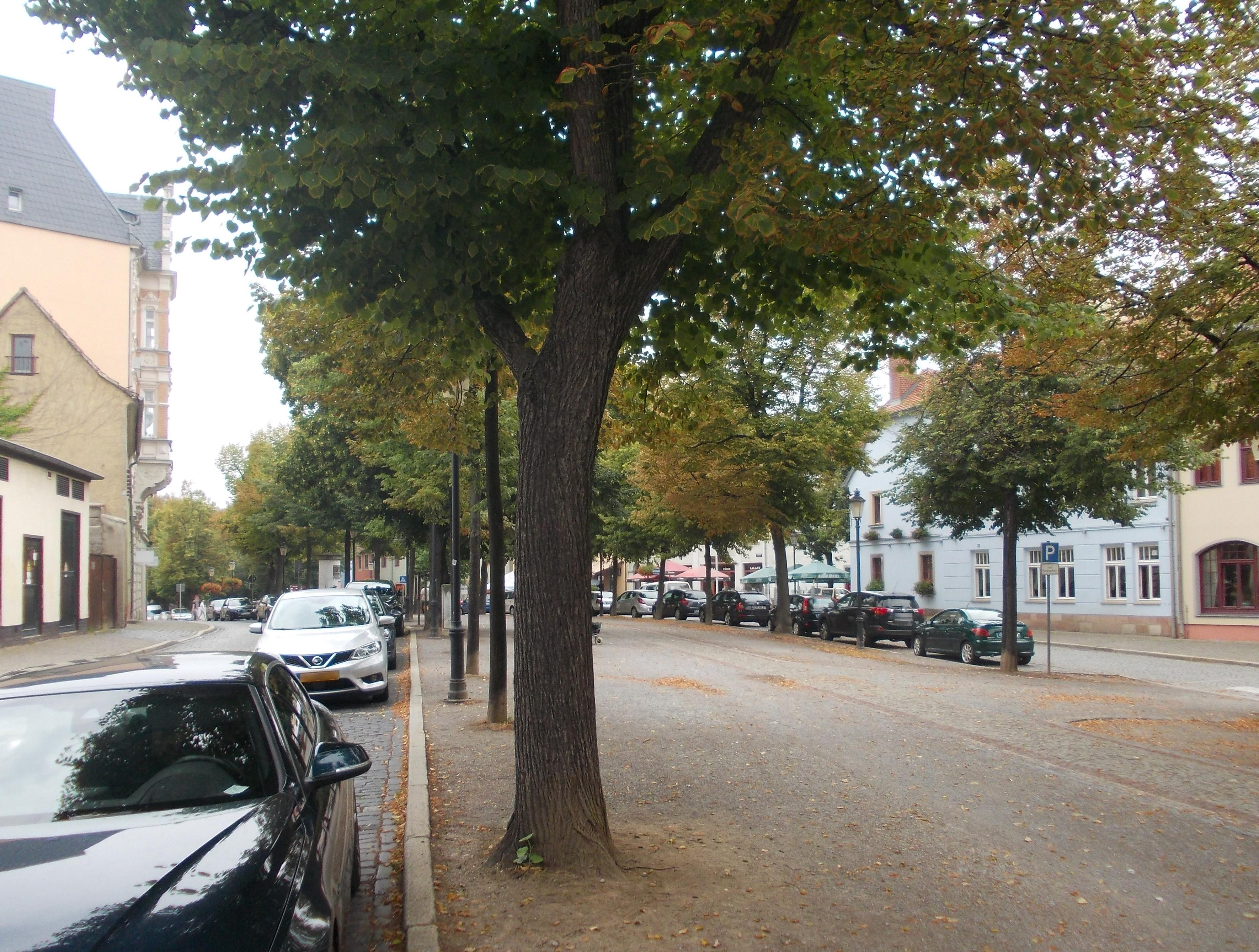
De laan Lindenring die de twee delen van de binnenstad scheidt
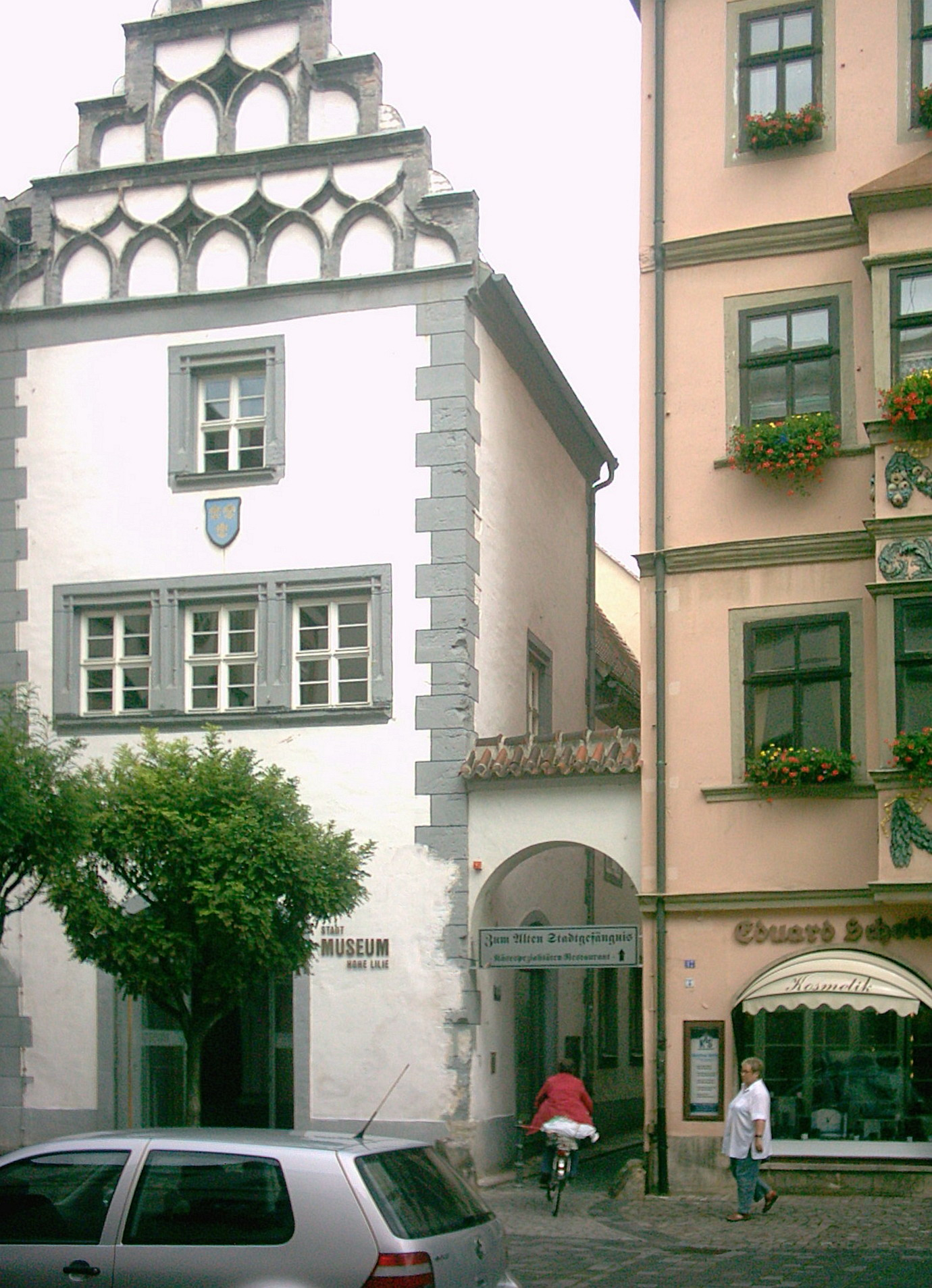
Huis Hohe Lilie
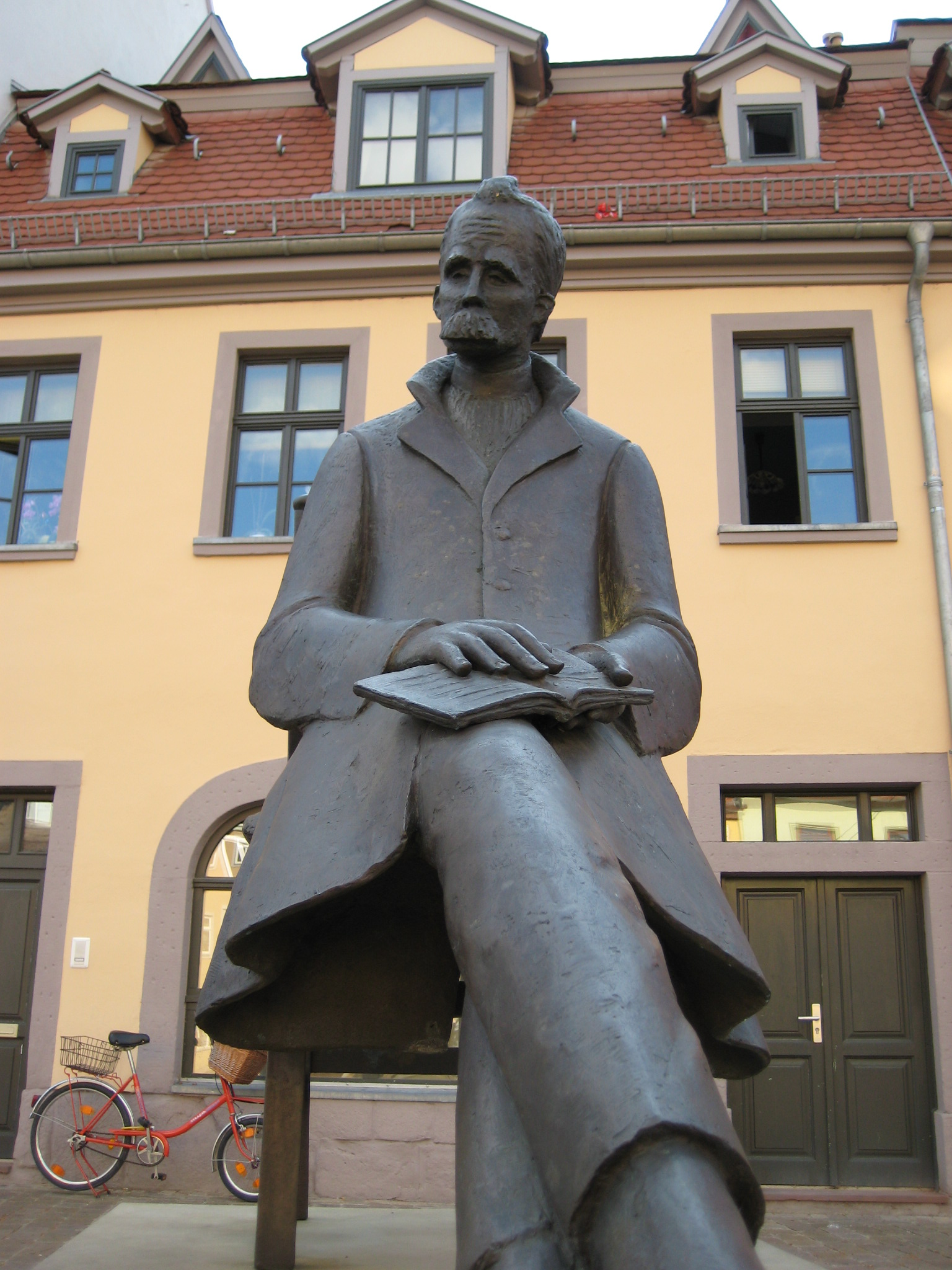
Standbeeld Friedrich Nietzsche
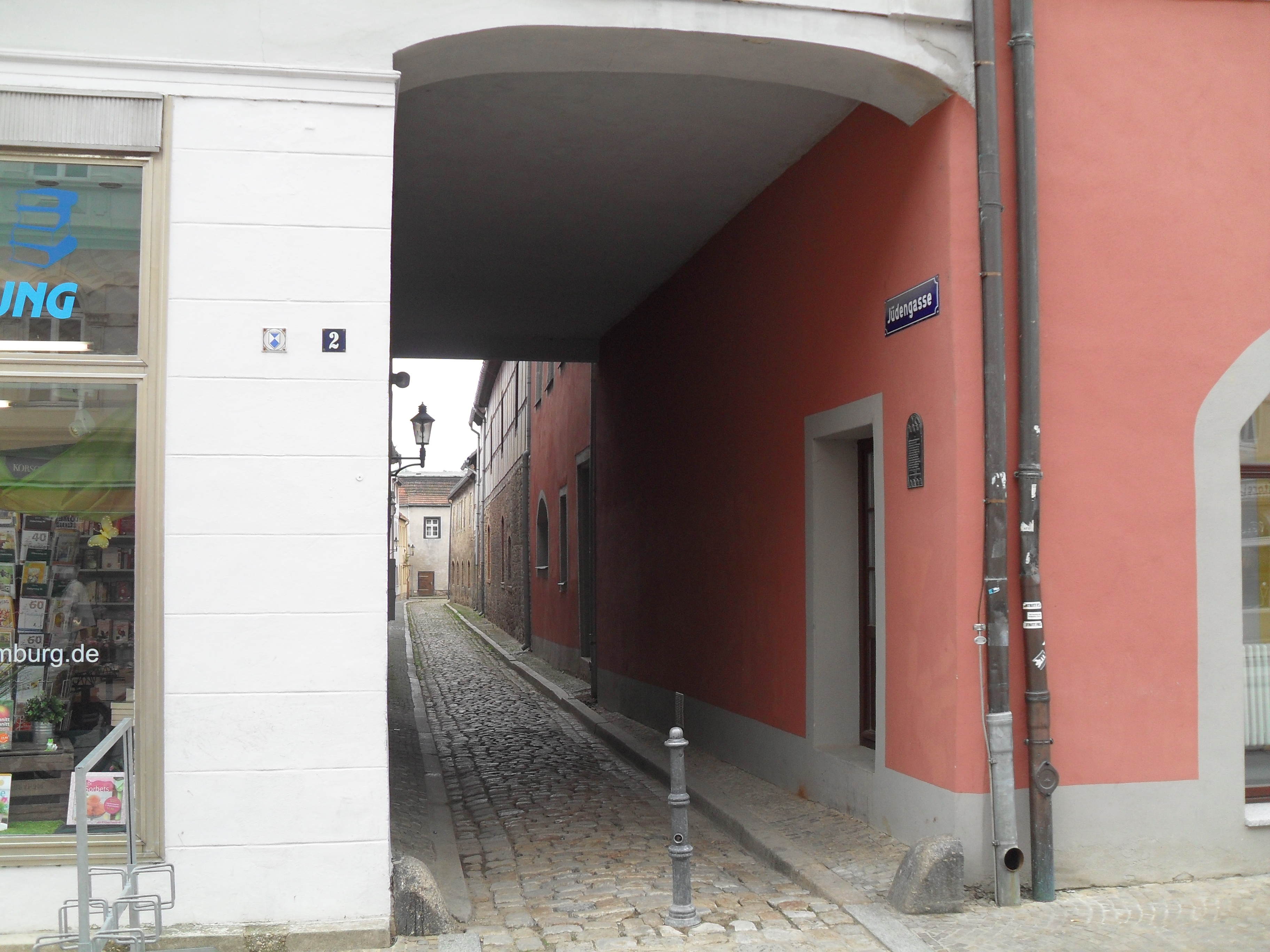
Jüdengasse, tot en met de 15e eeuw de joodse buurt van de stad
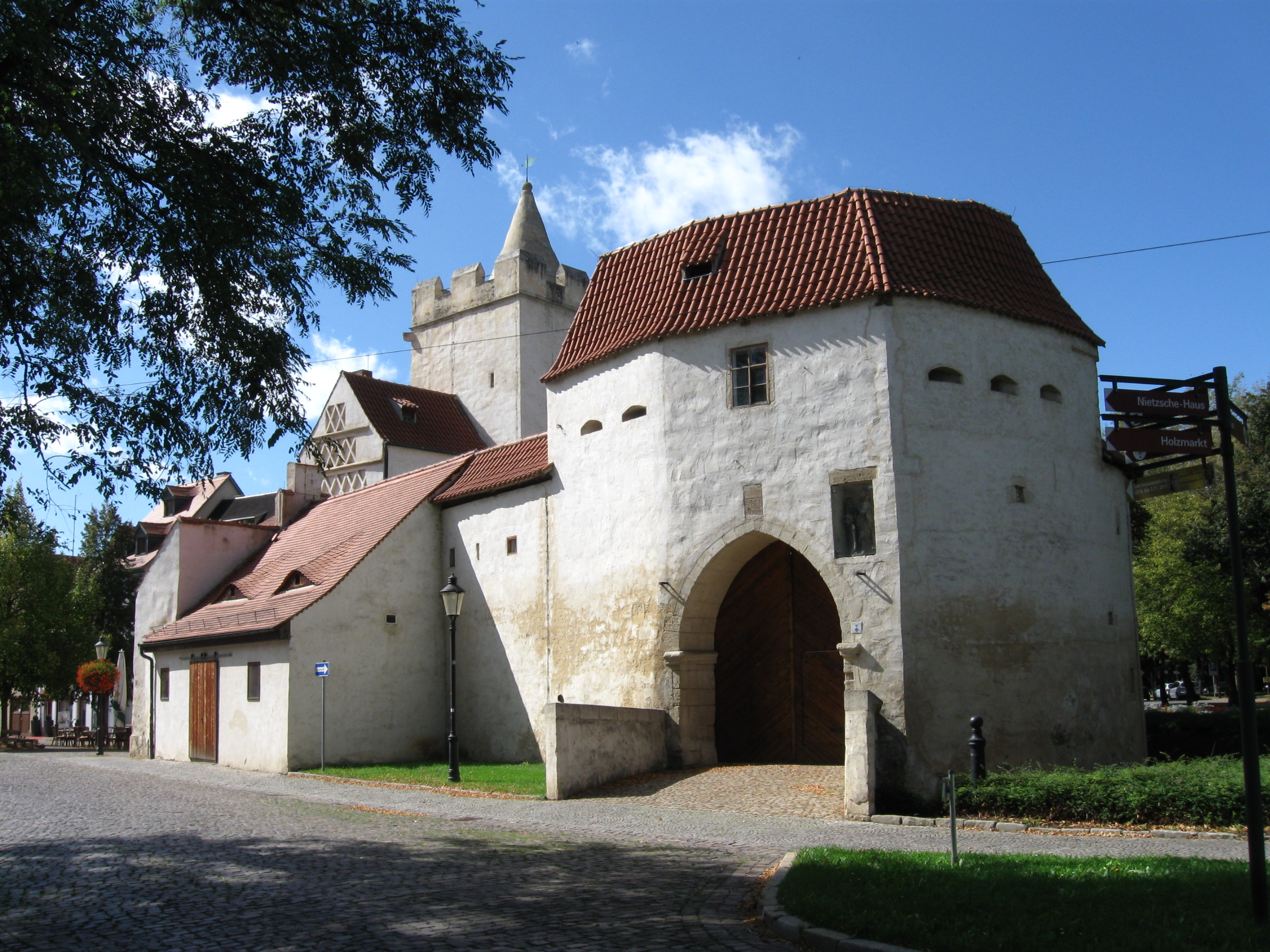
Marientor of Mariapoort, buitenzijde
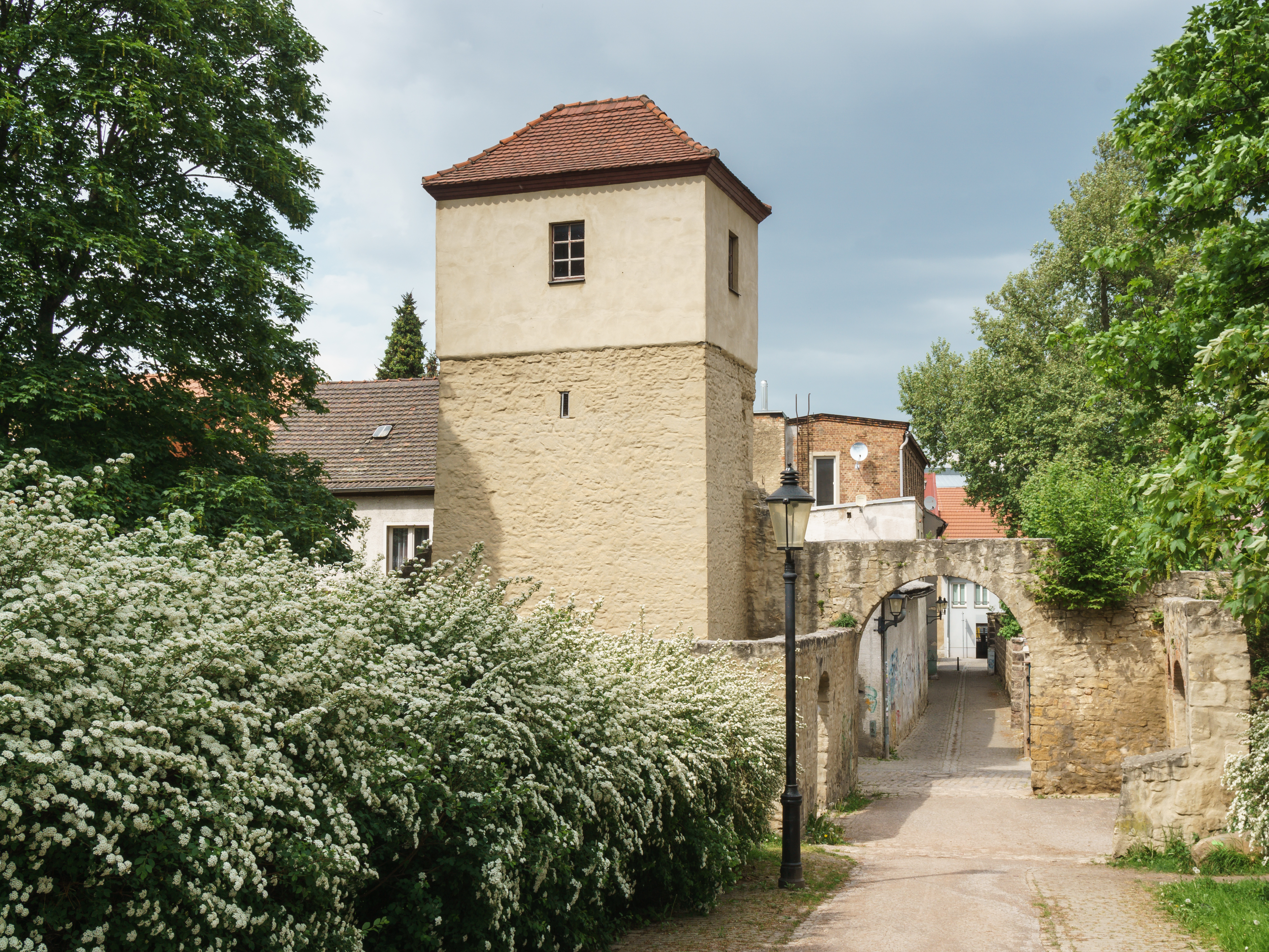
Gedeelte van de stadsmuur met toren en poortje
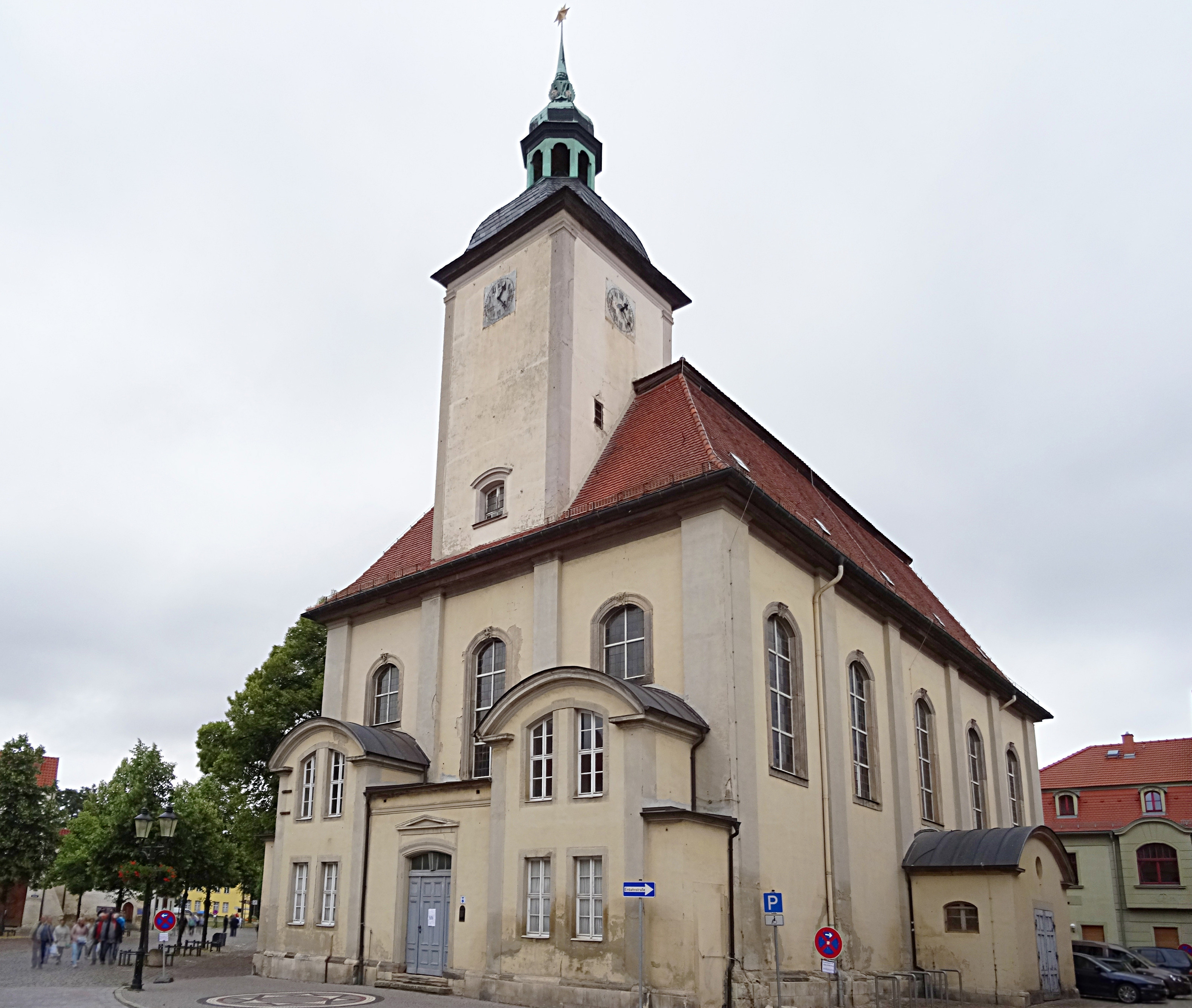
Maria-Magdalenakerk (18e-eeuws)
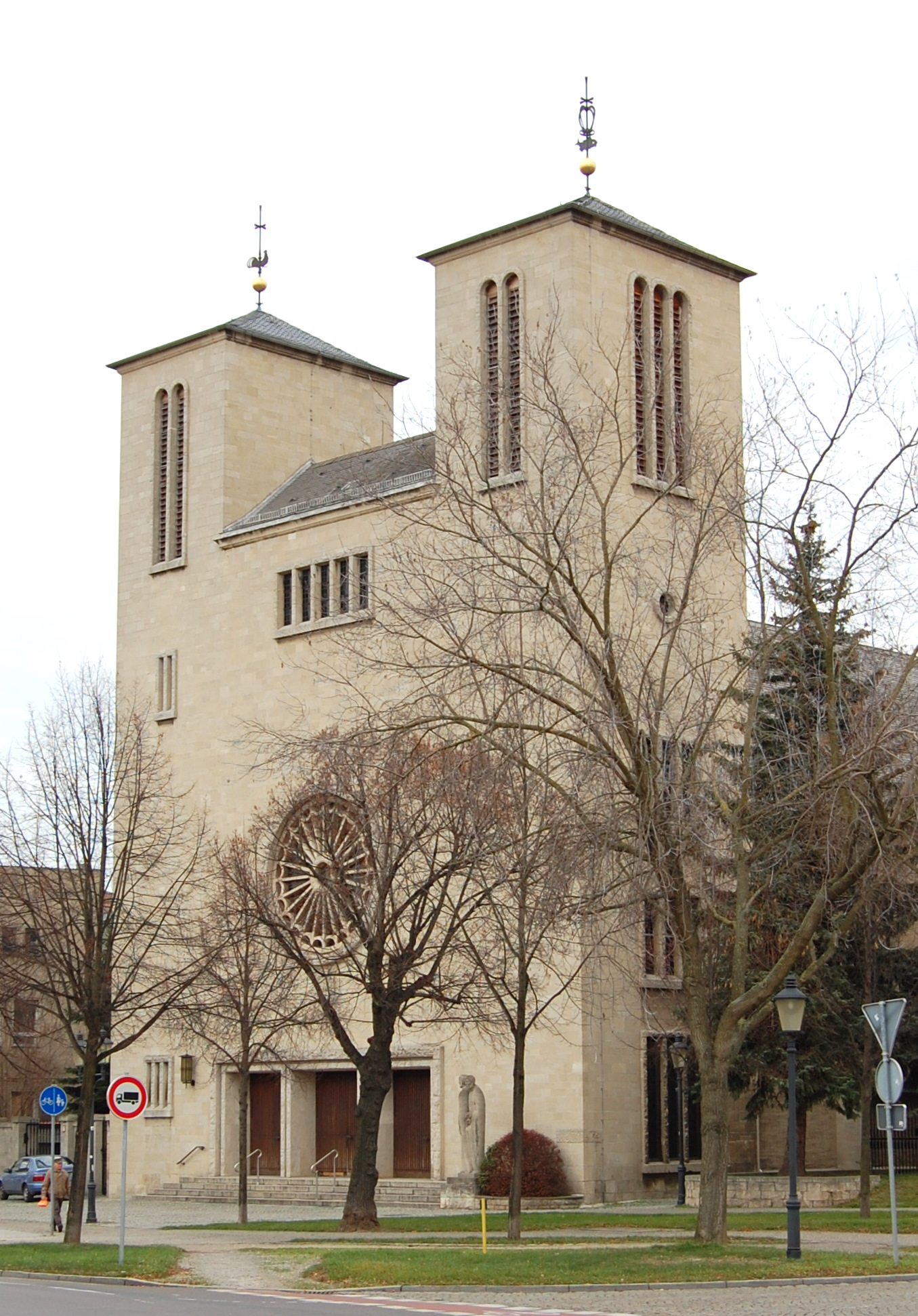
R.K. Petrus-en-Pauluskerk
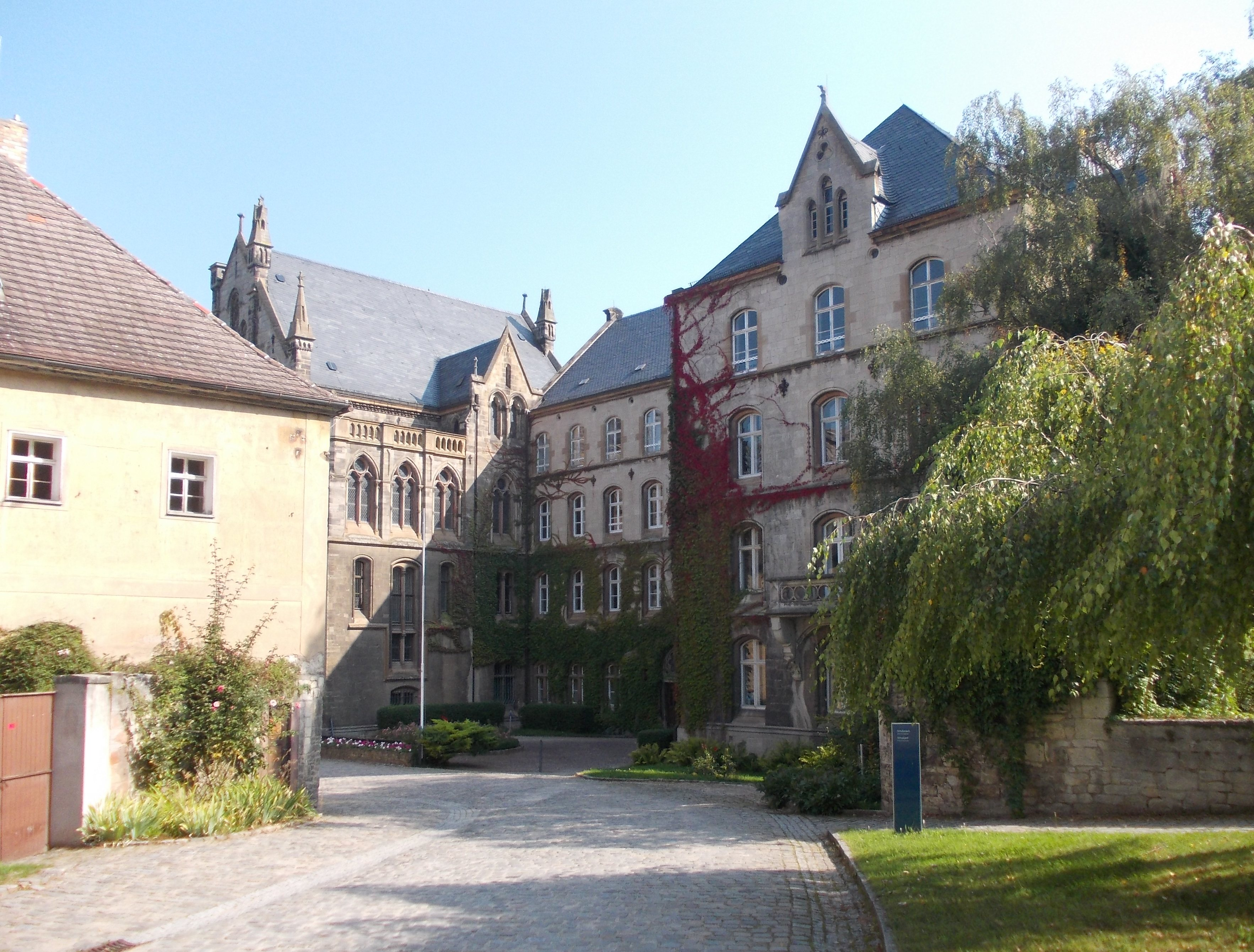
Het reeds sinds 1543 bestaande schoolinternaat van Schulpforta bij Bad Kösen
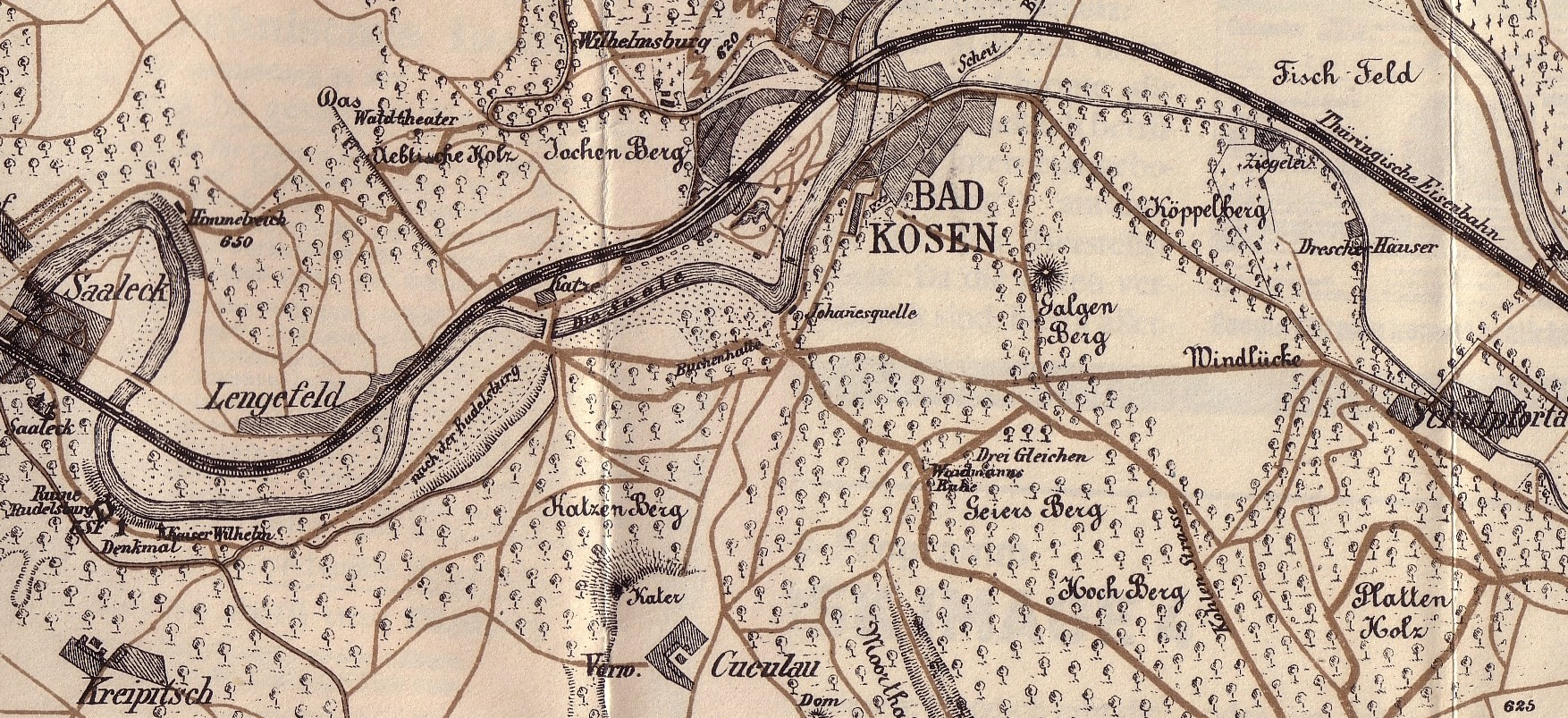
Kaart uit 1914. Linksonder Kreipitzsch en ten noorden daarvan de Rudelsburg
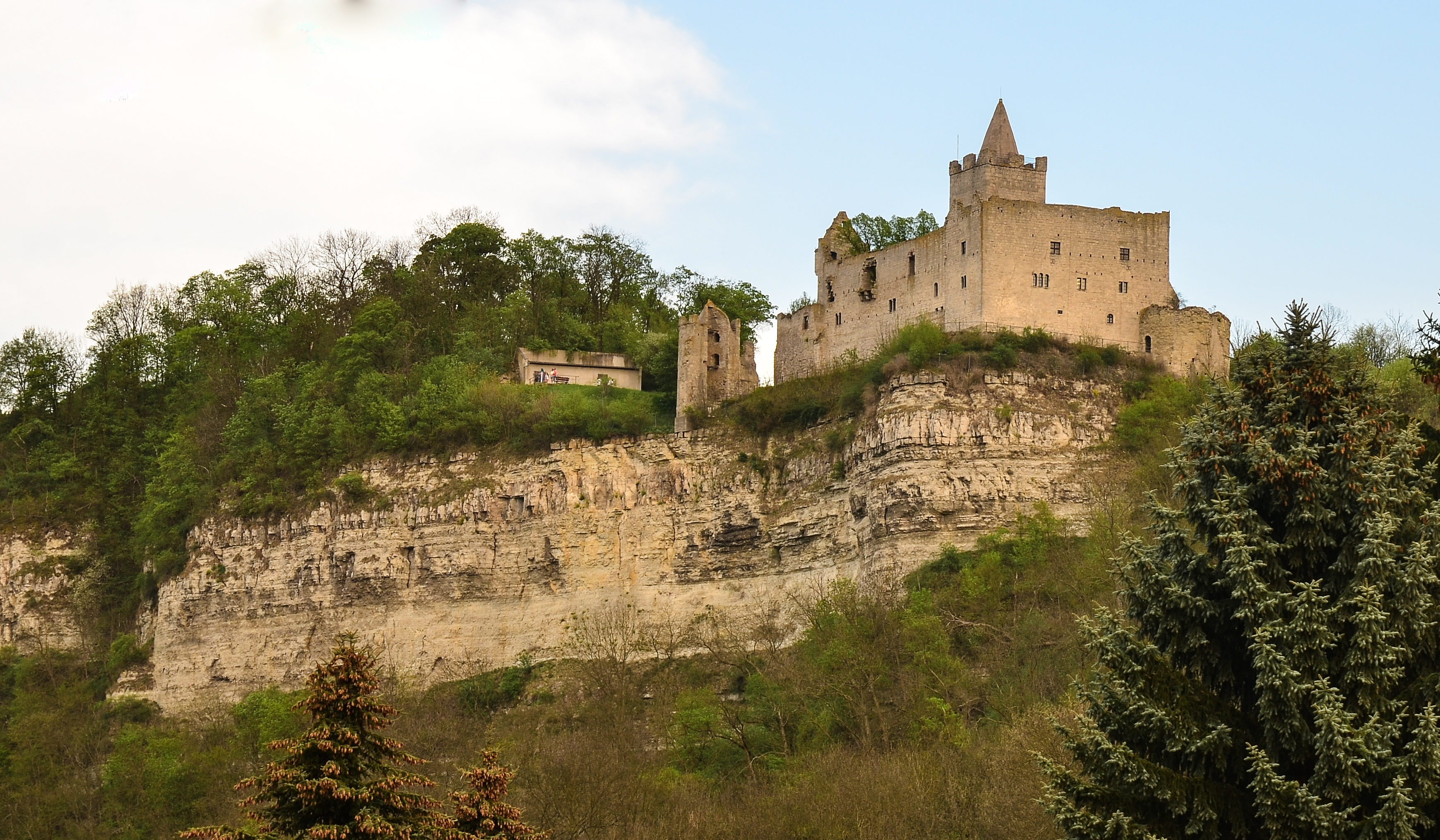
Kasteel Rudelsburg
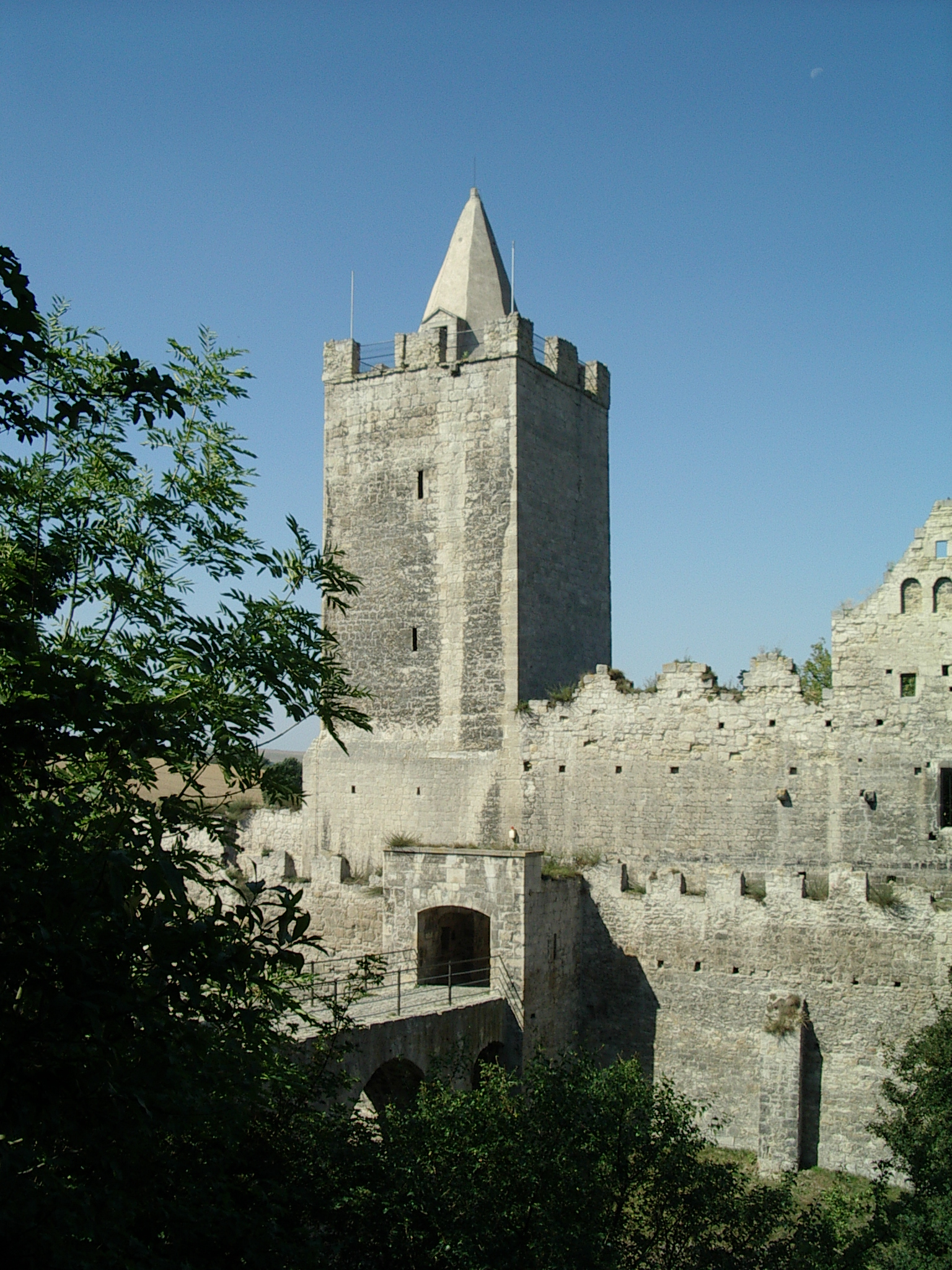
Poort en bergfried van de Rudelsburg

## Geboren te Naumburg
- Wolfgang Figulus (1525-1589), componist
- Johannes Georgius Graevius, (1632-1703), klassiek filoloog
- Johann Theile (1646-1724), Duits componist
- Gottfried Wilhelm Sacer (1635-1699), Duits advocaat en (vooral satirisch) dichter[4]
- Karl August Förster (1784-1841), dichter en vertaler
- Karl Richard Lepsius (1810-1884), egyptoloog en filoloog
- Friedrich Bruno Hildebrand (1812-1878), belangrijk geleerde op het gebied van de economie; vader van de beeldhouwer Adolf von Hildebrand
- Karl August Dächsel (1818-1901), luthers theoloog en bijbeluitlegger
- Oskar Hergt (1869-1967), politicus
- Hans-Valentin Hube (1890-1944), generaal
- Dorothea Buck (1917-2019), schrijfster, beeldhouwster en activiste[5]
- Renate Heintze (1936-1991), sieraadontwerpster
- Botho Strauß (1944), schrijver van o.a. toneelstukken

An der Poststraße · 
Bad Bibra · 
Balgstädt · 
Droyßig · 
Eckartsberga · 
Elsteraue · 
Finne · 
Finneland · 
Freyburg · 
Gleina · 
Goseck · 
Gutenborn · 
Hohenmölsen · 
Kaiserpfalz · 
Karsdorf · 
Kretzschau · 
Lanitz-Hassel-Tal · 
Laucha an der Unstrut · 
Lützen · 
Meineweh · 
Mertendorf · 
Molauer Land · 
Naumburg · 
Nebra · 
Osterfeld · 
Schnaudertal · 
Schönburg · 
Stößen · 
Teuchern · 
Weißenfels · 
Wethau · 
Wetterzeube · 
Zeitz